# Igreja Católica
A Igreja Católica, também denominada Igreja Católica Romana ou ainda Igreja Católica Apostólica Romana, é a maior igreja cristã do mundo, que em 2023 tinha aproximadamente 1,406 bilhão * de seguidores batizados. Como a maior e mais antiga instituição internacional do mundo em funcionamento contínuo, ela desempenhou um papel proeminente na história e no desenvolvimento da civilização ocidental. A Igreja é chefiada pelo bispo de Roma, conhecido como Papa. Sua administração central é a Santa Sé.
As crenças cristãs do catolicismo são baseadas no Credo Niceno. A Igreja Católica ensina que é a Igreja única, santa, católica e apostólica fundada por Jesus Cristo em sua Grande Comissão, que seus bispos são os sucessores dos apóstolos de Cristo e que o papa é o sucessor de São Pedro, a quem o primado foi conferido por Jesus. Ela afirma que pratica a fé cristã original, reservando a infalibilidade, transmitida pela tradição sagrada. A Igreja Latina, as vinte e três igrejas católicas orientais e institutos, como ordens mendicantes, ordens monásticas fechadas e terceiras ordens, refletem uma variedade de ênfases teológicas e espirituais na Igreja.
Dos sete sacramentos, a Eucaristia é o principal, sendo celebrada liturgicamente na Santa Missa. A Igreja ensina que, através da consagração de um sacerdote, o pão e o vinho sacrificiais se tornam o corpo e o sangue de Cristo. A Virgem Maria é venerada na Igreja Católica como Mãe de Deus e Rainha do Céu, homenageada em dogmas e devoções. Seus ensinamentos incluem a Divina Misericórdia, a santificação pela fé e a pregação do Evangelho, bem como a doutrina social católica, que enfatiza o apoio voluntário aos doentes, pobres e aflitos pelas obras corporais e espirituais de misericórdia. A Igreja Católica é a maior provedora não governamental de educação, saúde e caridade no mundo.
A Igreja influenciou a filosofia, a cultura, a arte e a ciência ocidentais. Os católicos vivem em todo o mundo através de missões, diáspora e conversões. Desde o século XX, a maioria residiu no hemisfério sul devido à secularização na Europa e ao aumento da perseguição no Oriente Médio. A Igreja Católica compartilhou a comunhão com a Igreja Ortodoxa até o Grande Cisma em 1054, disputando particularmente a autoridade do papa. Antes do Concílio de Éfeso de 431, a Igreja do Oriente também participava dessa comunhão, assim como as igrejas ortodoxas orientais antes do Concílio de Calcedônia de 451, todas separadas principalmente por diferenças na cristologia. No século XVI, a Reforma levou ao protestantismo que também rompeu com os católicos. Desde o final do século XX, a Igreja Católica tem sido criticada por seus ensinamentos sobre sexualidade, sua ausência de sacerdotes mulheres e pela forma como trata os casos de abuso sexual de menores envolvendo clérigos.

## Nome
O termo "católico" (em grego: καθολικός; romaniz.: universal) foi usado pela primeira vez para descrever a Igreja no início do século II. O primeiro uso conhecido da frase "a igreja católica" (καθολικὴ ἐκκλησία ou katholike ekklesia) ocorreu na carta escrita por volta do ano 110 por Santo Inácio de Antioquia.
Nas Palestras Catequéticas (c. 350) de São Cirilo de Jerusalém, o nome "Igreja Católica" foi usado para distingui-la de outros grupos que também se denominavam "a Igreja". A noção "católica" foi enfatizada ainda mais no edito De fide Catolica, emitido em 380 por Teodósio I, o último imperador a governar as metades oriental e ocidental do Império Romano, ao estabelecer a igreja estatal do Império Romano.
Desde o Grande Cisma de 1054, a Igreja Ortodoxa adotou o adjetivo "Ortodoxo" como seu epíteto distinto (no entanto, seu nome oficial continua sendo "Igreja Católica Ortodoxa") e a Igreja Ocidental em comunhão com a Santa Sé manteve o termo "católico", conservando essa descrição também após a Reforma Protestante do século XVI, quando aqueles que deixaram de estar em comunhão ficaram conhecidos como "protestantes".
Embora a expressão "Igreja Romana" tenha sido usada para descrever a diocese do papa em Roma desde a queda do Império Romano do Ocidente e até o início da Idade Média (século VI a X), o termo "Igreja Católica Romana" passou a ser aplicado a toda a Igreja desde a Reforma Protestante no final do século XVI. Ocasionalmente, o termo "católico romano" também apareceu em documentos produzidos pela Santa Sé, aplicados principalmente a certas conferências episcopais nacionais e dioceses locais.
O nome "Igreja Católica" para toda a Igreja é usado no Catecismo da Igreja Católica (1990) e no Código de Direito Canônico (1983). O nome "Igreja Católica" também é usado nos documentos do Concílio Vaticano II (1962-1965), Concílio Vaticano I (1869-1870), Concílio de Trento (1545-1563), e vários outros documentos oficiais.

## História
A religião cristã é baseada nos ensinamentos de Jesus Cristo, que viveu e pregou no século I na província da Judeia do Império Romano. A teologia católica ensina que a Igreja Católica contemporânea é a continuação dessa comunidade cristã primitiva estabelecida por Jesus.

### Era apostólica e papado

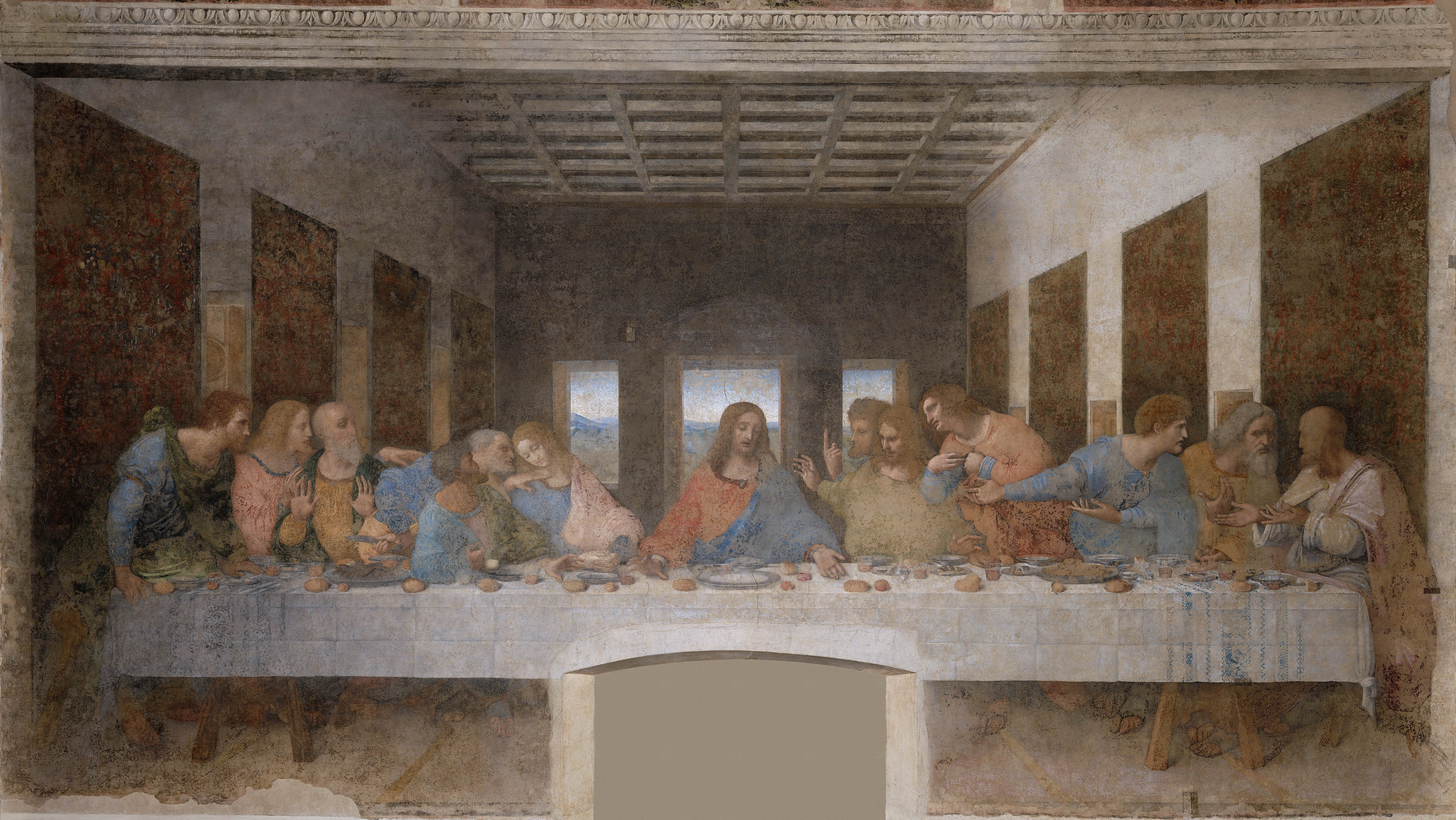
A Última Ceia, uma pintura mural de Leonardo da Vinci no final da década de 1490, representando a última ceia de Jesus e seus doze apóstolos na véspera de sua crucificação. A maioria dos apóstolos está enterrada em Roma, incluindo São Pedro.

O Novo Testamento, em particular os Evangelhos, registra as atividades e os ensinamentos de Jesus, sua nomeação dos doze apóstolos e sua Grande Comissão dos Apóstolos, instruindo-os a continuar seu trabalho. O livro Atos dos Apóstolos, fala sobre a fundação da igreja cristã e a propagação de sua mensagem ao império romano.
A Igreja Católica ensina que seu ministério público começou no Pentecostes, ocorrendo cinquenta dias após a data em que se acredita que Cristo ressuscitou. No Pentecostes, acredita-se que os apóstolos tenham recebido o Espírito Santo, preparando-os para a missão de liderar a igreja.
A Igreja Católica ensina que o colégio dos bispos, liderado pelo Bispo de Roma, é o sucessor dos apóstolos.
No relato da Confissão de Pedro, encontrada no Evangelho de Mateus, Cristo designa Pedro como a "rocha" sobre a qual a igreja de Cristo será construída. A Igreja Católica considera o bispo de Roma, o papa, o sucessor de São Pedro. Alguns estudiosos afirmam que Pedro foi o primeiro bispo de Roma. Outros dizem que a instituição do papado não depende da ideia de que Pedro era bispo de Roma ou mesmo de ter estado em Roma.

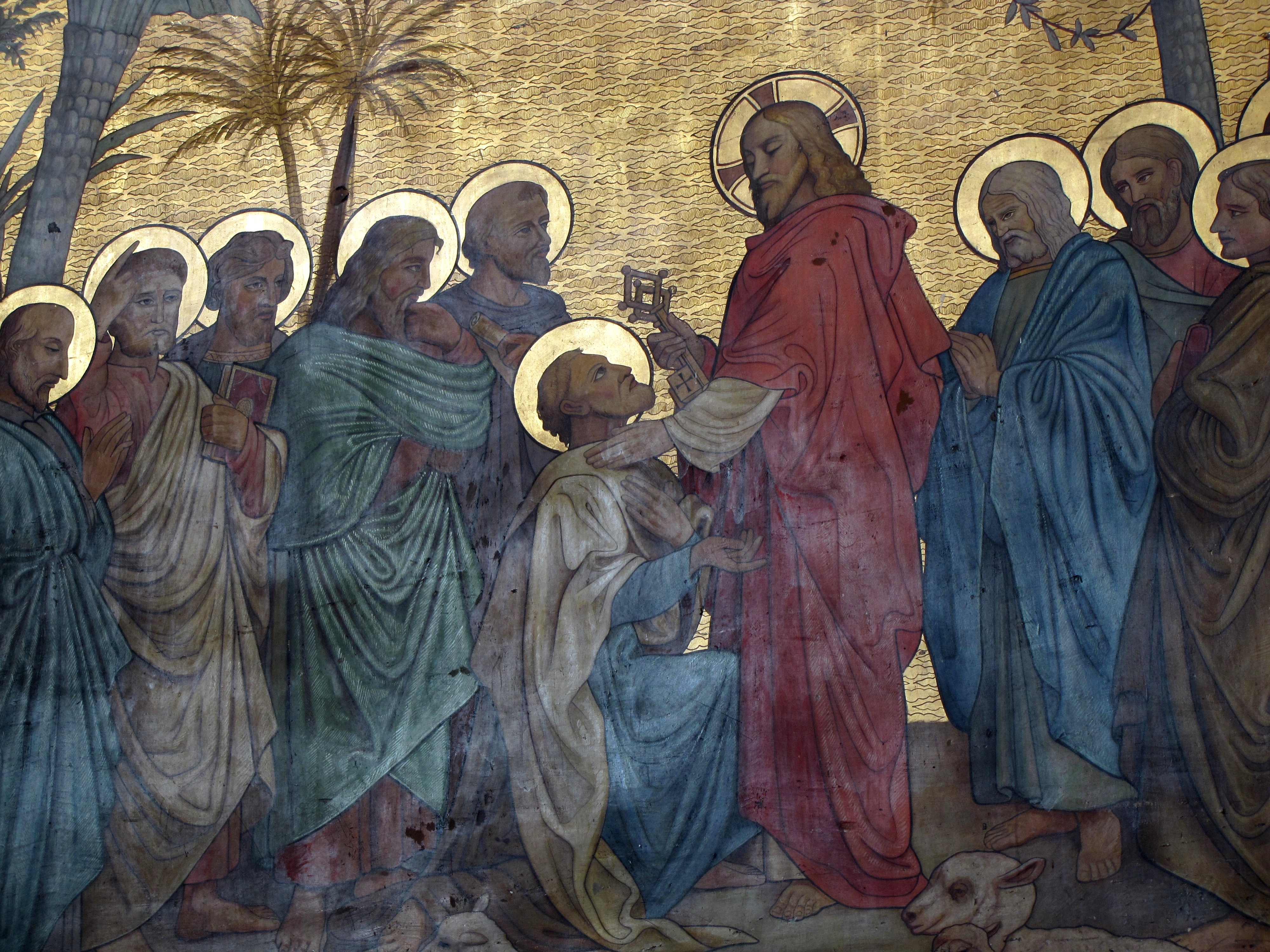
A comissão de Jesus a São Pedro.

Muitos estudiosos sustentam que uma estrutura da igreja de presbíteros/bispos plurais persistiu em Roma até meados do século II quando a estrutura de um único bispo e presbíteros plurais foi adotada e que escritores posteriores aplicaram retrospectivamente o termo "bispo de Roma" aos membros mais proeminentes do clero no período anterior e também ao próprio Pedro. Nesta base, Oscar Cullmann, Henry Chadwick e Bart D. Ehrman questionam se havia um vínculo formal entre Pedro e o papado moderno. Raymond E. Brown também diz que é anacrônico falar de Pedro em termos de bispo local de Roma, mas que os cristãos daquele período teriam encarado Pedro como tendo "papéis que contribuiriam de maneira essencial para o desenvolvimento da função do papado na igreja subsequente". Esses papéis, diz Brown, "contribuíram enormemente para a visão de que o bispo de Roma, o bispo da cidade onde Pedro morreu e onde Paulo testemunhou a verdade de Cristo, era o sucessor de Pedro no cuidado da igreja universal".

### Antiguidade e Império Romano

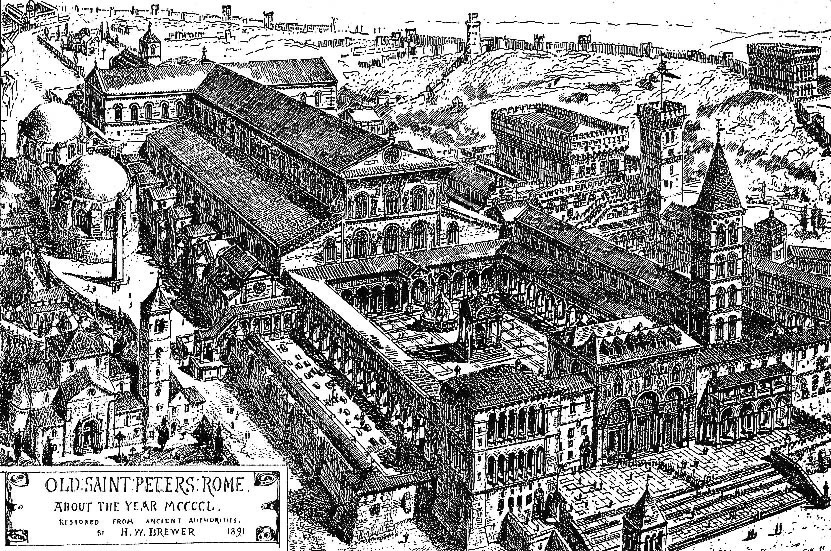
Desenho do século XIX da antiga Basílica de São Pedro, construída originalmente em 318 pelo imperador Constantino.

As condições no Império Romano facilitaram a disseminação de novas ideias. A rede de estradas e hidrovias do império facilitou as viagens e a Pax Romana tornou tais viagens seguras. O império incentivou a disseminação de uma cultura comum com raízes gregas, que permitia que as ideias fossem mais facilmente expressas e compreendidas.
Ao contrário da maioria das religiões do Império Romano, no entanto, o cristianismo exigia que seus seguidores renunciassem a todos os outros deuses, uma prática adotada no judaísmo (veja Idolatria). A recusa dos cristãos em participar de celebrações pagãs significava que eles eram incapazes de participar de grande parte da vida pública, o que fazia com que os não cristãos — incluindo as autoridades do governo — temessem que os cristãos estivessem irritando os deuses e, assim, ameaçando a paz e a prosperidade do Império. As perseguições resultantes foram uma característica definidora da autocompreensão cristã até que o cristianismo foi legalizado no século IV.
Em 313, o Édito de Milão do imperador Constantino I legalizou o cristianismo e, em 330, Constantino mudou a capital imperial para Constantinopla, na moderna Istambul, Turquia. Em 380, o Édito de Tessalônica fez do cristianismo niceno a igreja estatal do Império Romano, uma posição que dentro do território decrescente do Império Bizantino persistiria até que o próprio império terminasse na queda de Constantinopla em 1453, enquanto em outros lugares a igreja era independente do império, como ficou particularmente claro com o Grande Cisma. Durante o período dos Sete Concílios Ecumênicos, cinco visões primárias emergiram, um arranjo formalizado em meados do século VI pelo imperador Justiniano I como a pentarquia de Roma, Constantinopla, Antioquia, Jerusalém e Alexandria.

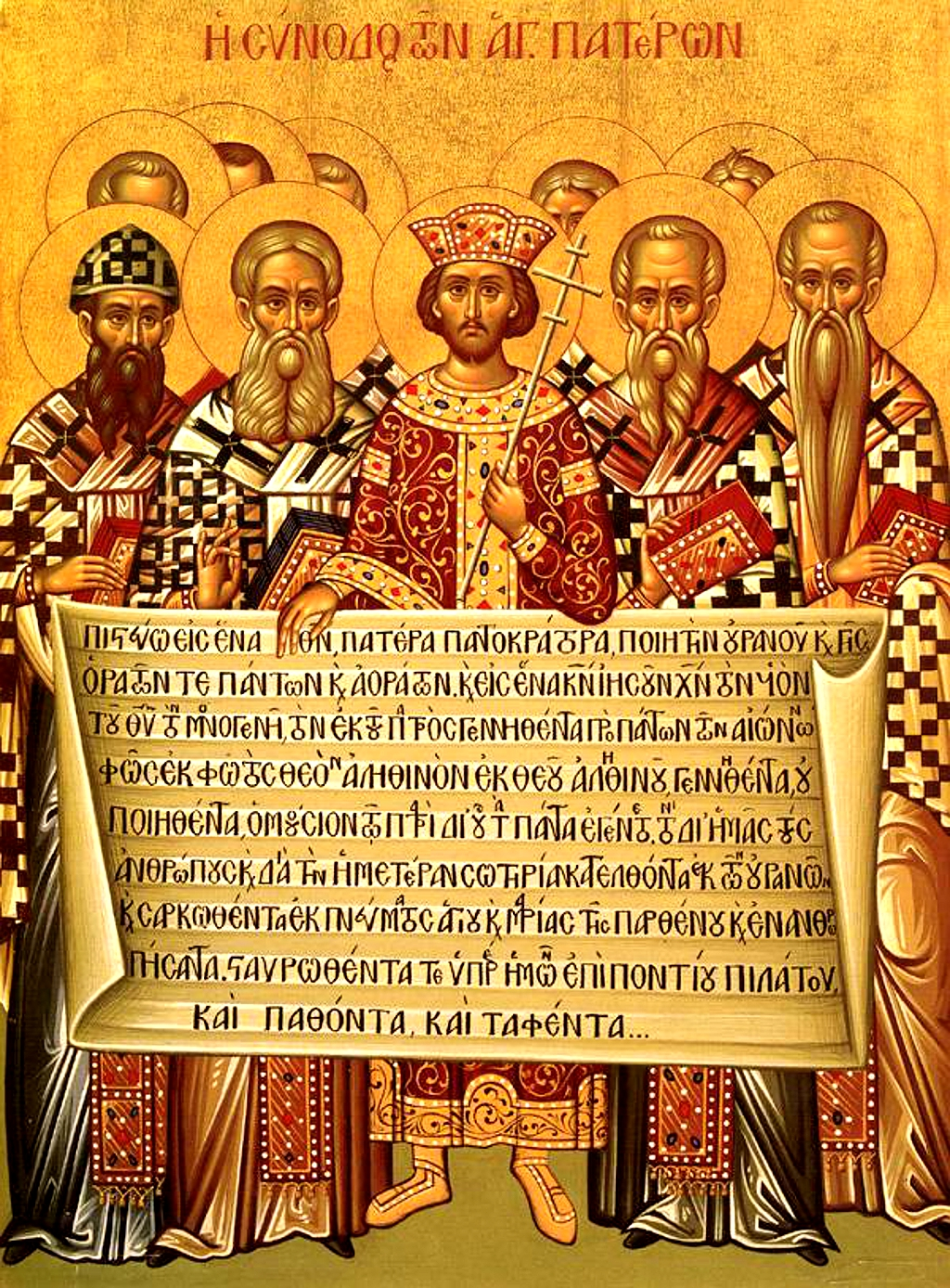
Ícone retratando Constantino e os Padres do Primeiro Concílio de Niceia (325). O texto mostrado é, no entanto, o Credo atribuído ao Primeiro Concílio de Constantinopla (381), com as alterações posteriores para uso na liturgia grega.

Em 451, o Concílio de Calcedônia, em um cânone de validade contestada, elevou o Patriarcado de Constantinopla a uma posição "secundária em eminência e poder em relação ao bispo de Roma". De c. 350 a c. 500, os bispos, ou papas, de Roma, aumentavam constantemente sua autoridade através da intervenção consistente em apoio aos líderes ortodoxos nas disputas teológicas, o que incentivava apelos a eles. O imperador Justiniano, que nas áreas sob seu controle estabeleceu definitivamente uma forma de cesaropapismo, na qual "ele tinha o direito e o dever de regulamentar por suas leis os mínimos detalhes de culto e disciplina, e também de ditar as opiniões teológicas para restabelecer o poder imperial sobre Roma e outras partes do Ocidente, iniciando o período denominado papado bizantino (537-752), durante o qual os bispos de Roma, ou papas, exigiam a aprovação do imperador em Constantinopla ou de seu representante em Ravena para a consagração, e a maioria era selecionada pelo imperador por seus súditos de língua grega, o que resultava em um "caldeirão" das tradições cristãs ocidentais e orientais em arte e liturgia.
A maioria das tribos germânicas que nos séculos seguintes invadiram o Império Romano adotaram o cristianismo em sua forma ariana, que a Igreja Católica declarava herética. A discórdia religiosa resultante entre governantes germânicos e súditos católicos foi evitada quando, em 497, Clovis I, o governante franco, se converteu ao catolicismo ortodoxo, aliando-se ao papado e aos mosteiros. Os visigodos na Espanha seguiram sua liderança em 589 e os lombardos na Itália no decorrer do século VII.
O cristianismo ocidental, particularmente através de seus mosteiros, foi um fator importante na preservação da civilização clássica, com sua arte (ver iluminura) e alfabetização. Através de sua Regra, Bento de Núrsia (c. 480-543), um dos fundadores do monaquismo ocidental, exerceu uma enorme influência sobre a cultura europeia através da apropriação da herança espiritual monástica da Igreja Católica e, com a difusão da tradição beneditina, através da preservação e transmissão da cultura antiga. Durante esse período, a Irlanda monástica tornou-se um centro de aprendizado e os primeiros missionários irlandeses, como Columbano e Columba espalharam o cristianismo e estabeleceram mosteiros em toda a Europa continental.

### Idade Média e Renascença

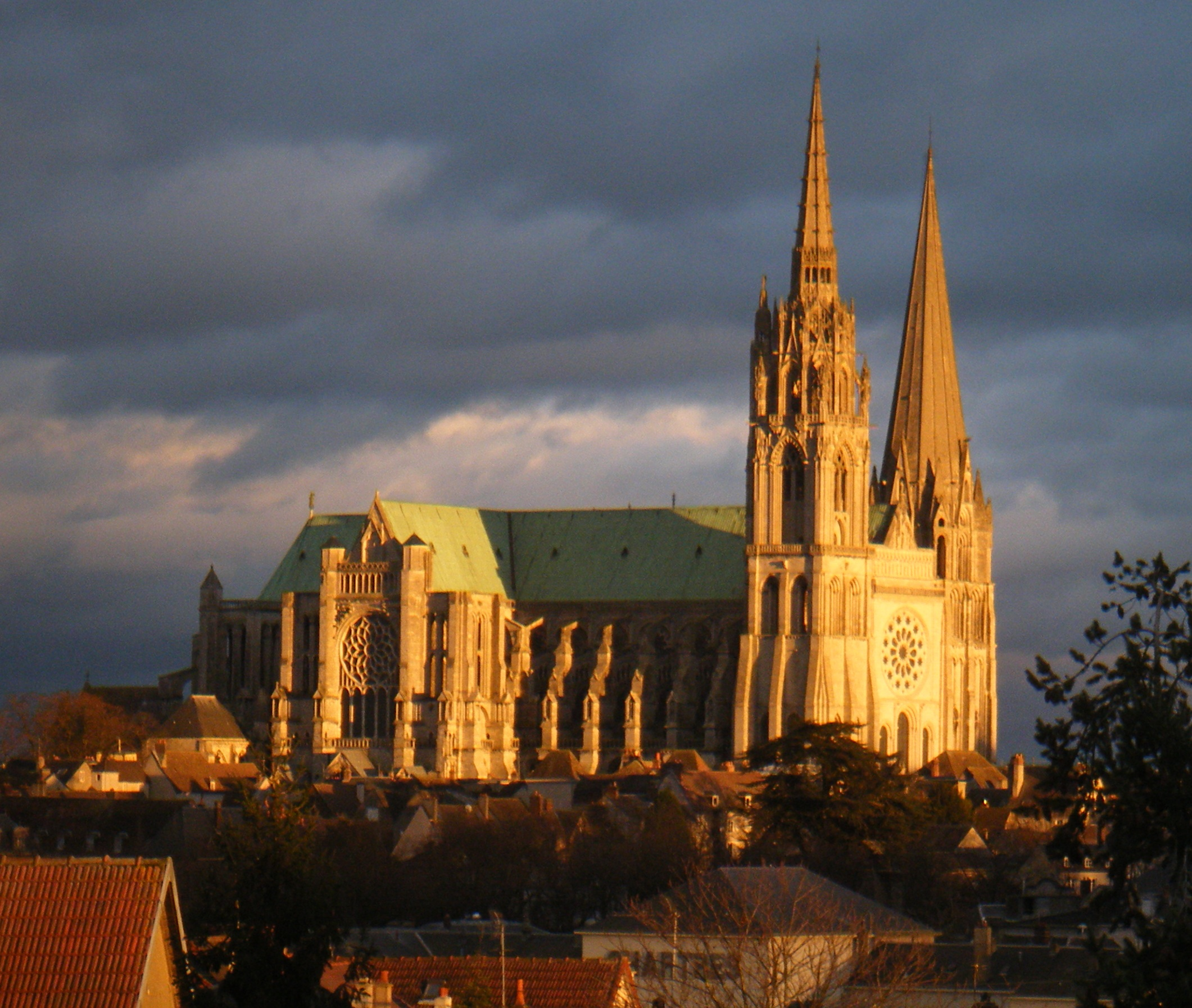
Catedral de Chartres, 1220.

A Igreja Católica foi a influência dominante na civilização ocidental desde a Antiguidade tardia até o início da era moderna. Foi o principal patrocinador dos estilos românico, gótico, renascentista, maneirista e barroco em arte, arquitetura e música. Figuras renascentistas, como Rafael, Michelangelo, Leonardo da Vinci, Botticelli, Fra Angelico, Tintoretto, Ticiano, Bernini e Caravaggio, são exemplos dos inúmeros artistas visuais patrocinados pela Igreja. O historiador Paul Legutko, da Universidade Stanford, disse que a Igreja Católica está "no centro do desenvolvimento dos valores, ideias, ciências, leis e instituições que constituem o que chamamos de civilização ocidental".
As invasões islâmicas maciças de meados do século VII iniciaram uma longa luta entre o cristianismo e o islã em toda a bacia do Mediterrâneo. O Império Bizantino logo perdeu as terras dos patriarcados orientais de Jerusalém, Alexandria e Antioquia e foi reduzido ao de Constantinopla, capital do império. Como resultado da dominação islâmica do Mediterrâneo, o Estado franco, centrado fora desse mar, conseguiu evoluir como o poder dominante que moldou a Europa Ocidental da Idade Média.
As batalhas de Toulouse e Poitiers interromperam o avanço islâmico no Ocidente e o fracasso do cerco de Constantinopla o interrompeu no Oriente. Duas ou três décadas depois, em 751, o Império Bizantino perdeu para os lombardos a cidade de Ravena, da qual governava os pequenos fragmentos da Itália, incluindo Roma, que reconheciam sua soberania. A queda de Ravena significou que a confirmação de um exarca não mais existente não foi solicitada durante a eleição em 752 do Papa Estêvão II e que o papado foi forçado a procurar outro poder civil para protegê-lo.

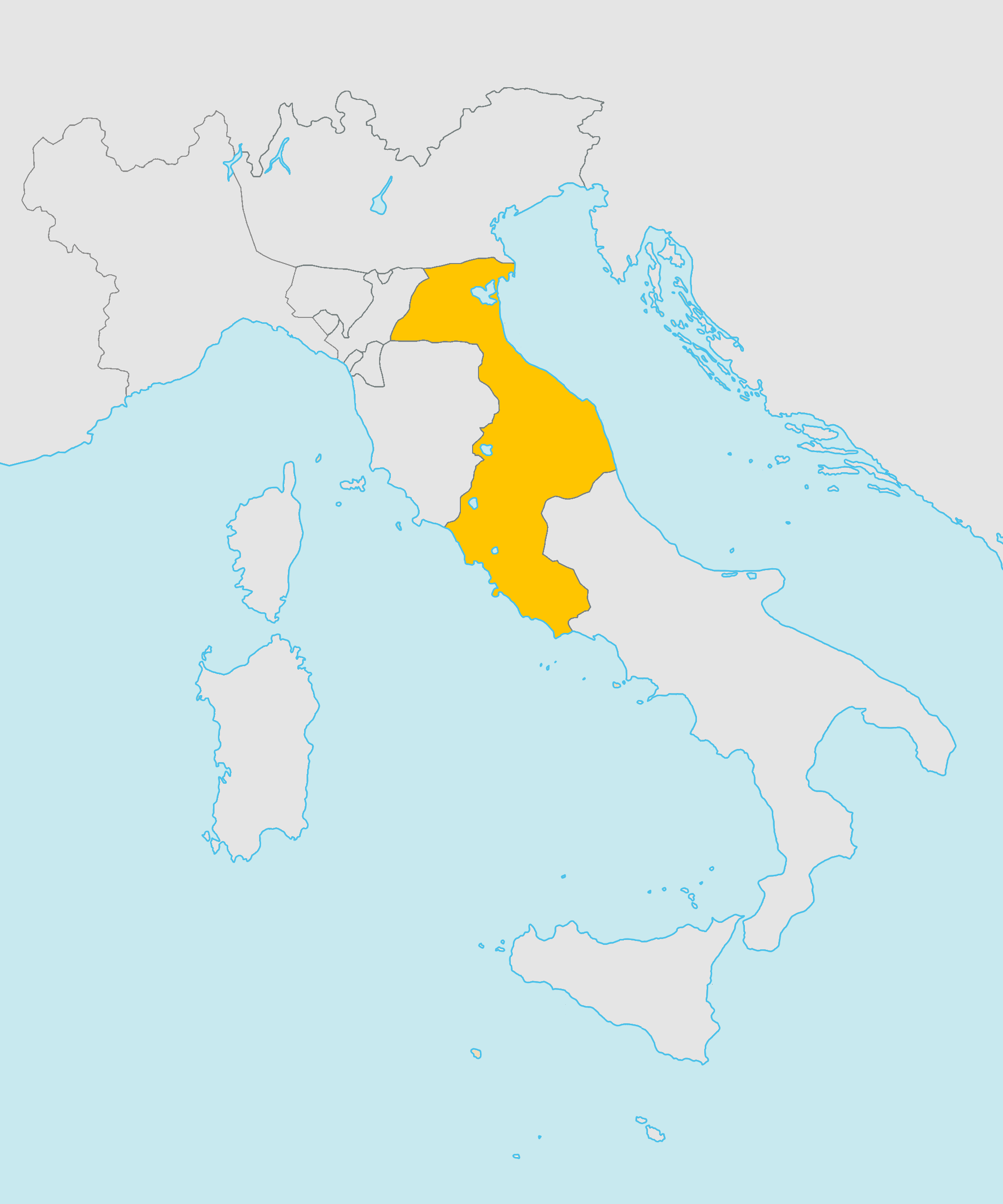
Mapa dos Estados Papais (752–1870) na península itálica.

Em 754, a pedido urgente do Papa Estêvão, o rei franco Pepino, o Breve, conquistou os lombardos. Ele então presenteou as terras do ex-exarcado ao papa, iniciando assim os Estados papais. Roma e o leste bizantino mergulhariam em mais conflitos durante o cisma de Fócio dos anos 860, quando Fócio criticou o ocidente latino da adição da cláusula filioque depois de ser excomungado por Nicolau I. Embora o cisma tenha sido reconciliado, questões não resolvidas levariam a uma divisão adicional.
No século XI, os esforços de Hildebrando de Sovana levaram à criação do Colégio dos Cardeais para eleger novos papas, começando com o Papa Alexandre II na eleição papal de 1061. Quando Alexandr II morreu, Hildebrando foi eleito para sucedê-lo, como Papa Gregório VII. O sistema eleitoral básico do Colégio de Cardeais, que Gregório VII ajudou a estabelecer, continuou a funcionar no século XXI. O Papa Gregório VII iniciou ainda as reformas gregorianas a respeito da independência do clero da autoridade secular. Isto levou à controvérsia das investiduras entre a Igreja e os imperadores romano-germânicos, sobre a qual havia autoridade para nomear bispos e papas.
Em 1095, o imperador bizantino Aleixo I apelou ao Papa Urbano II por ajuda contra invasões muçulmanas renovadas nas guerras bizantino-seljúcidas, que levou Urbano a lançar a Primeira Cruzada com objetivo de ajudar o Império Bizantino e devolver a Terra Santa ao controle cristão. No século XI, relações tensas entre a igreja grega e a igreja latina as separaram no Grande Cisma, parcialmente devido a conflitos sobre a autoridade papal. A Quarta Cruzada e o saque de Constantinopla por cruzados renegados provaram a brecha final.

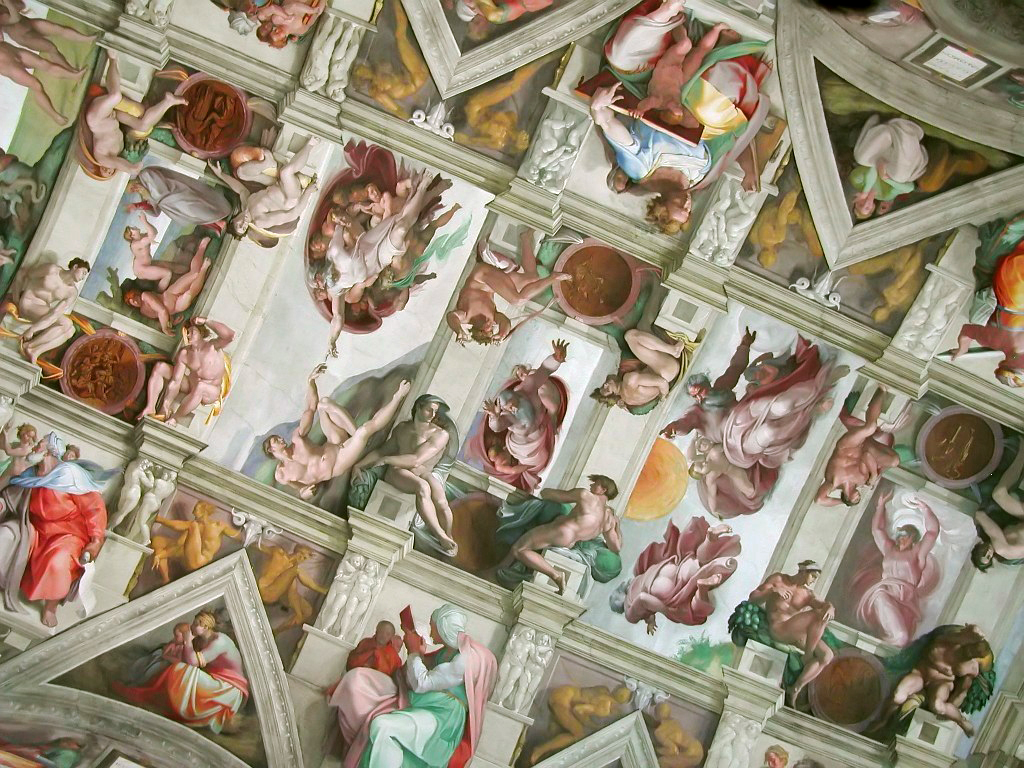
O período renascentista foi uma era de ouro para a arte católica. Na foto: o teto da Capela Sistina pintado por Michelangelo.

No início do século XIII, as ordens mendicantes foram fundadas por Francisco de Assis e Domingos de Gusmão. Os studia conventualia e studia generalia das ordens mendicantes desempenharam um grande papel na transformação das escolas catedrais e palácios patrocinados pela Igreja, como a de Carlos Magno em Aachen, nas principais universidades da Europa. Teólogos e filósofos escolásticos, como o padre dominicano Tomás de Aquino, estudaram e ensinaram nesses locais. A Summa Theologica de Tomás de Aquino foi um marco intelectual em sua síntese do legado de filósofos gregos antigos, como Platão e Aristóteles, com o conteúdo da revelação cristã.
Um crescente sentimento de conflitos entre igreja e Estado marcou o século XIV. Para escapar da instabilidade em Roma, Clemente V, em 1309, tornou-se o primeiro dos sete papas a residir na cidade fortificada de Avinhão, no sul da França durante um período conhecido como Papado de Avignon. O papado de Avignon terminou em 1376, quando o papa retornou a Roma, mas foi seguido em 1378 pelo Grande Cisma do Ocidente, com requerentes do papado em Roma, Avinhão e (depois de 1409) em Pisa. A questão foi amplamente resolvida em 1415/17 no Concílio de Constança, com os requerentes em Roma e Pisa concordando em renunciar e o terceiro reclamante excomungado pelos cardeais, que realizaram uma nova eleição com a vitória de Martinho V.
Em 1438, o Concílio de Florença se reuniu, apresentando um forte diálogo focado na compreensão das diferenças teológicas entre o Oriente e o Ocidente, com a esperança de reunir as igrejas católica e ortodoxa. Várias igrejas orientais se reuniram, formando a maioria das igrejas católicas orientais.

### Era dos Descobrimentos

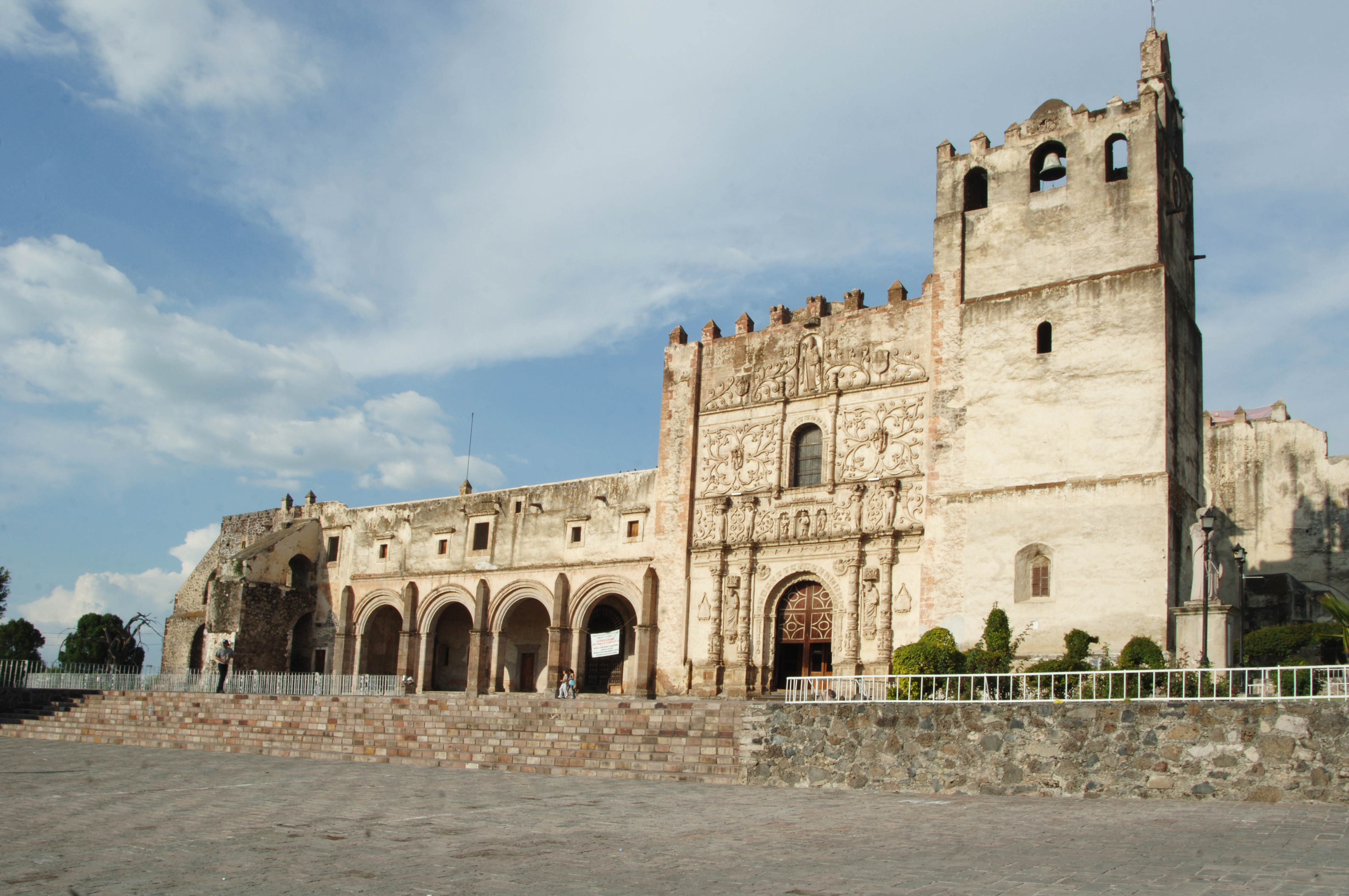
O convento de San Augustin, um centro missionário estabelecido em Yuriria, no México, em 1550.

A Era dos Descobrimentos, iniciada no século XV, viu a expansão da influência política e cultural da Europa Ocidental em todo o mundo. Devido ao papel proeminente que as nações fortemente católicas de Espanha e Portugal desempenharam no colonialismo ocidental, o catolicismo se espalhou para as Américas, Ásia e Oceania por exploradores, conquistadores e missionários, bem como pela transformação das sociedades através dos mecanismos sociopolíticos do domínio colonial. O Papa Alexandre VI concedeu direitos coloniais sobre a maioria das terras recém-descobertas a Espanha e Portugal e o sistema de patronato permitiu às autoridades estatais, e não ao Vaticano, controlar todos os compromissos clericais nas novas colônias. Em 1521, o explorador português Fernão de Magalhães fez os primeiros convertidos católicos nas Filipinas. Em outros lugares, missionários portugueses sob o jesuíta espanhol Francisco Xavier evangelizaram na Índia, China e Japão. A colonização francesa, iniciada no século XVI, estabeleceu uma população francófona católica romana e proibiu os não católicos de se estabelecerem na Nova França (atual Canadá).

### Reforma Protestante e Contrarreforma
Em 1415, Jan Hus foi queimado na fogueira por heresia, mas seus esforços de reforma encorajaram Martinho Lutero, um monge agostiniano na Alemanha, que enviou suas noventa e cinco teses a vários bispos em 1517. Suas teses protestaram contra pontos-chave da doutrina católica, bem como a venda de indulgências e, junto com o debate de Leipzig, isto levou à sua excomunhão em 1521. Na Suíça, Úlrico Zuínglio, João Calvino e outros reformadores protestantes criticaram ainda mais os ensinamentos católicos. Esses desafios se desenvolveram até a Reforma Protestante, que deu origem à grande maioria das denominações protestantes e também ao cripto-protestantismo dentro da Igreja Católica. Enquanto isso, Henrique VIII solicitou ao papa uma declaração de nulidade a respeito de seu casamento com Catarina de Aragão. Quando o pedido foi negado, ele aprovou os Atos da Supremacia para torná-lo chefe da Igreja da Inglaterra, estimulando a Reforma Inglesa e o desenvolvimento do anglicanismo.
A Reforma contribuiu para os confrontos entre a protestante Liga de Esmalcalda e o imperador católico Carlos V e seus aliados. A primeira guerra de nove anos terminou em 1555 com a Paz de Augsburgo, mas as tensões continuadas produziram um conflito muito mais grave — a Guerra dos Trinta Anos — que eclodiu em 1618. Na França, uma série de conflitos denominados Guerras Religiosas Francesas foi travada de 1562 a 1598 entre os huguenotes (calvinistas franceses) e as forças da Liga Católica Francesa, que foram apoiadas e financiadas por uma série de papas. Isto terminou com o Papa Clemente VIII, que hesitantemente aceitou o Édito de Nantes, proposto em 1598 pelo rei Henrique IV, concedendo tolerância civil e religiosa aos protestantes franceses.
O Concílio de Trento (1545-1563) tornou-se a força motriz por trás da Contrarreforma em resposta ao movimento protestante. Em termos doutrinários, reafirmou os ensinamentos católicos centrais, como a transubstanciação e a exigência de amor e esperança, além de fé para alcançar a salvação. Nos séculos seguintes, o catolicismo se espalhou amplamente por todo o mundo, em parte por meio de missionários e pelo imperialismo, embora seu domínio sobre as populações europeias tenha diminuído devido ao crescimento do ceticismo religioso durante e após o Iluminismo.

### Iluminação e período moderno

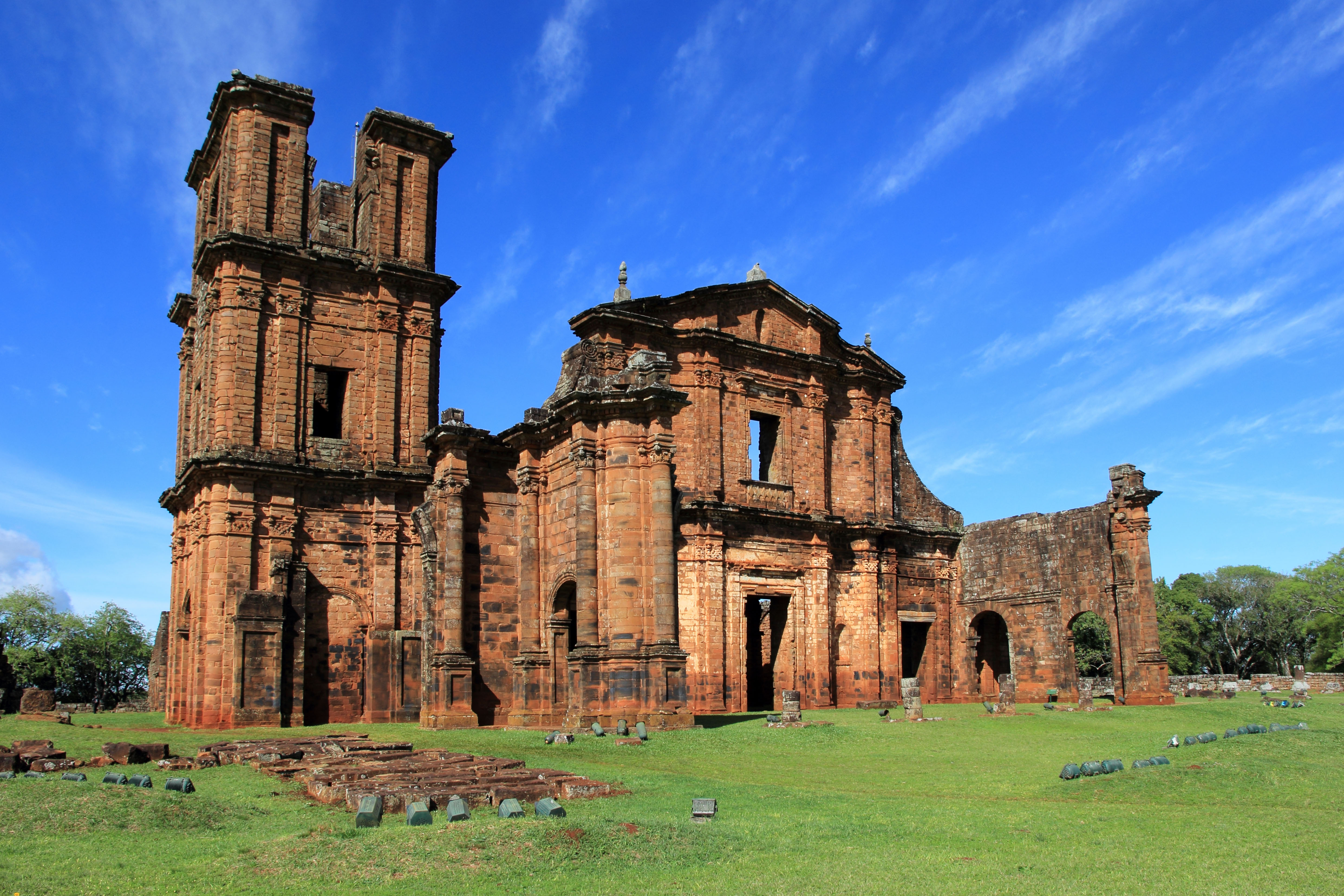
Ruínas da missão jesuítica em São Miguel das Missões no Brasil.

A partir do século XVII, o Iluminismo questionou o poder e a influência da Igreja Católica sobre a sociedade ocidental. No século XVIII, escritores como Voltaire e os Encyclopédistes escreveram críticas mordazes da religião e da Igreja Católica. Um alvo de suas críticas foi a revogação do Édito de Nantes em 1685 pelo rei Luís XIV da França, que encerrou uma política de um século de tolerância religiosa de huguenotes protestantes. À medida que o papado resistia aos impulsos pelo galicanismo, a Revolução Francesa de 1789 transferiu o poder para o Estado, causou a destruição de igrejas, o estabelecimento de um culto à razão e o martírio de freiras durante o Terror. Em 1798, o general Louis-Alexandre Berthier de Napoleão Bonaparte invadiu a Península Italiana, aprisionando o Papa Pio VI, que morreu em cativeiro. Napoleão mais tarde restabeleceu a Igreja Católica na França através da Concordata de 1801. O fim das guerras napoleônicas trouxe o renascimento católico e o retorno dos Estados Papais.
Em 1854, o Papa Pio IX, com o apoio da esmagadora maioria dos bispos católicos, consultados entre 1851 e 1853, proclamou a Imaculada Conceição como um dogma na Igreja Católica. Em 1870, o Primeiro Concílio Vaticano afirmou a doutrina da infalibilidade papal quando exercida em pronunciamentos especificamente definidos, dando um golpe na posição rival do conciliarismo. A controvérsia sobre esta e outras questões resultou em um movimento separatista chamado Velha Igreja Católica.
A Unificação Italiana da década de 1860 incorporou os Estados papais, incluindo a própria Roma a partir 1870, no Reino da Itália, terminando assim o poder temporal do papado. Em resposta, o Papa Pio IX excomungou o rei Vítor Emanuel II, recusou o pagamento pela terra e rejeitou a Lei de Garantias, que lhe concedia privilégios especiais. Para evitar se sujeitar às autoridades italianas, ele permaneceu "prisioneiro no Vaticano".

### Século XX
O impasse sobre o status do Vaticano, que foi mencionado como a questão romana, foi resolvido pelos Tratado de Latrão de 1929, nos quais a Santa Sé reconheceu a soberania italiana sobre os antigos Estados Papais em troca de pagamento e o reconhecimento pela Itália da soberania papal sobre a Cidade do Vaticano como um novo Estado soberano e independente.

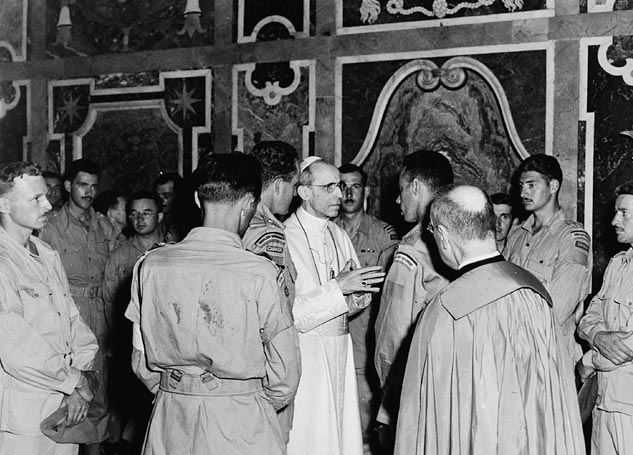
Membros do 22.º Regimento Real Canadense em audiência com o, após a Libertação de Roma em 1944 durante a Segunda Guerra Mundial.

A Lei de Calles de 1926, que separa igreja e Estado no México, levou à Guerra Cristero na qual mais de três mil padres foram exilados ou assassinados, igrejas profanadas, serviços ridicularizados, freiras estupradas e padres capturados baleados. Após a Revolução de Outubro de 1917, a perseguição à igreja e aos católicos na União Soviética continuou na década de 1930, com a execução e o exílio de clérigos, monges e leigos, o confisco de instrumentos religiosos e o fechamento de igrejas. Na Guerra Civil Espanhola de 1936-1939, a hierarquia católica aliou-se aos nacionalistas de Franco contra o governo da Frente Popular, citando como justificativa a violência republicana contra a igreja. O Papa Pio XI se referia a esses três países como um "triângulo terrível".
Após violações do Reichskonkordat de 1933 entre a igreja e a Alemanha Nazista, o Papa Pio XI emitiu a encíclica Mit brennender Sorge de 1937, que condenou publicamente a perseguição dos nazistas à Igreja e sua ideologia de neopaganismo e superioridade racial. A Igreja condenou a invasão da Polônia em 1939, que iniciou a Segunda Guerra Mundial e outras invasões nazistas na época da guerra. Milhares de padres, freiras e irmãos católicos foram presos e assassinados em todos os países ocupados pelos nazistas, incluindo os santos Maximiliano Kolbe e Edith Stein. Apesar do Papa Pio XII ser creditado por ajudar a salvar centenas de milhares de judeus durante o Holocausto, a igreja também foi acusada de ter incentivado séculos de antissemitismo por seus ensinamentos e de não ter feito o suficiente para parar as atrocidades nazistas.
Durante o período pós-guerra, os governos comunistas na Europa Oriental restringiram severamente as liberdades religiosas. Apesar de alguns sacerdotes e religiosos colaborarem com regimes comunistas, muitos outros foram presos, deportados ou executados. A Igreja foi um participante importante na queda do comunismo na Europa, particularmente na República Popular da Polônia.
Em 1949, a vitória comunista na Guerra Civil Chinesa levou à expulsão de todos os missionários estrangeiros. O novo governo também criou a Igreja Patriótica e nomeou seus bispos. Essas nomeações foram inicialmente rejeitadas por Roma antes que muitas delas fossem aceitas. Nos anos 1960, durante a Revolução Cultural, os comunistas chineses fecharam todos os estabelecimentos religiosos. Quando as igrejas chinesas finalmente reabriram, elas permaneceram sob o controle da Igreja Patriótica. Muitos pastores e padres católicos continuaram sendo enviados à prisão por se recusarem a renunciar à lealdade a Roma.

#### Concílio Vaticano II

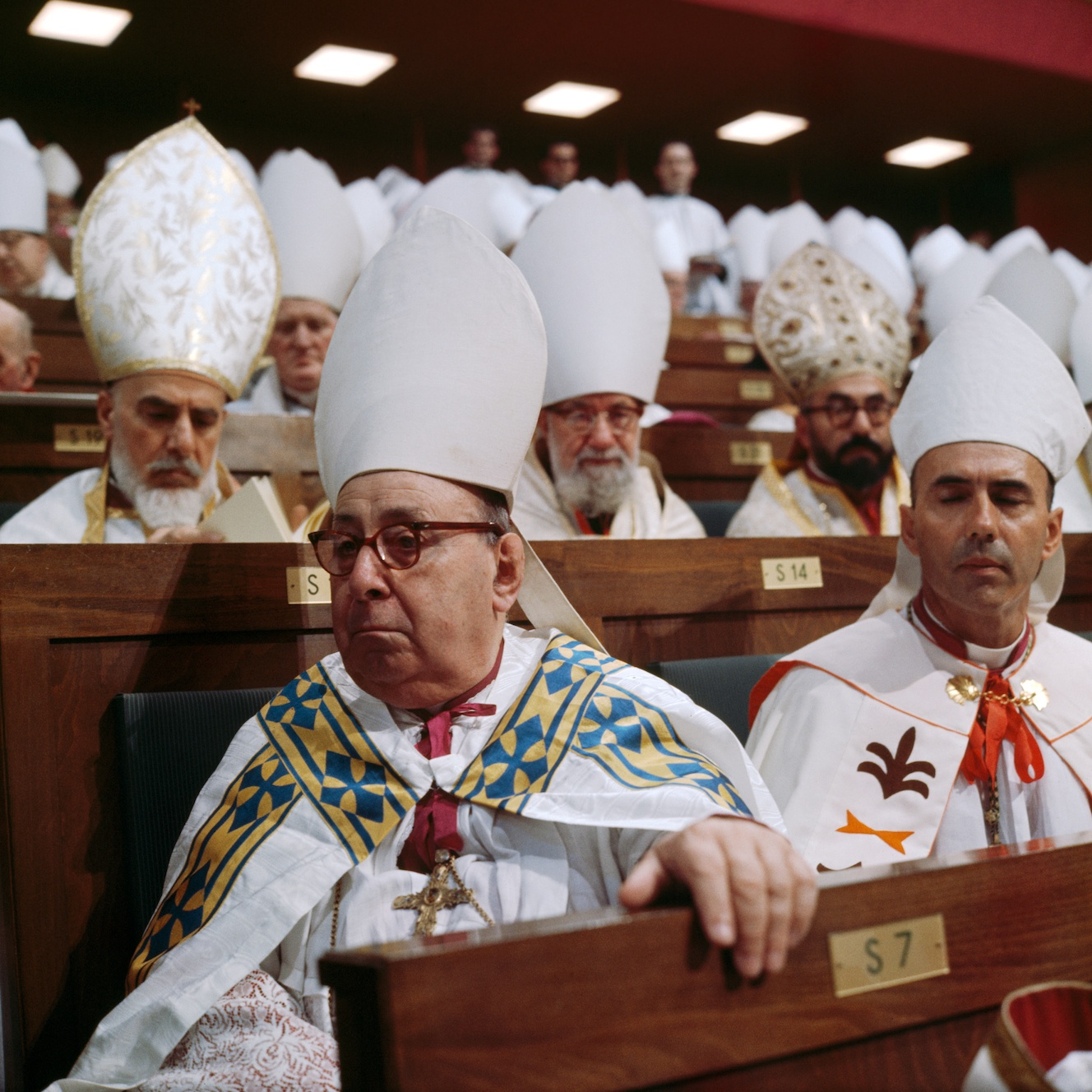
Bispos no.

O Concílio Vaticano II (1962-1965) introduziu as mudanças mais significativas nas práticas católicas desde o Concílio de Trento, quatro séculos antes. Iniciado pelo Papa João XXIII, esse concílio ecumênico modernizou as práticas da Igreja Católica, permitindo que a missa fosse dita em vernáculo (idioma local) e incentivando "uma participação plenamente consciente e ativa nas celebrações litúrgicas". Ele pretendia tornar a Igreja mais próxima do mundo atual (aggiornamento), que foi descrito por seus seguidores como uma "abertura das janelas". Além de mudanças na liturgia, levou a mudanças na abordagem da igreja ao ecumenismo e a um apelo a melhores relações com as religiões não cristãs, especialmente o judaísmo, em seu documento Nostra aetate.
O concílio, no entanto, gerou polêmica significativa na implementação de suas reformas: os defensores do "Espírito do Vaticano II", como o teólogo suíço Hans Küng, disseram que o Vaticano II "não foi longe o suficiente" para mudar as políticas da Igreja. Católicos tradicionalistas, como o arcebispo Marcel Lefebvre, no entanto, criticaram fortemente o concílio, argumentando que suas reformas litúrgicas levaram "à destruição do Santo Sacrifício da Missa e dos sacramentos", entre outras questões.
Vários ensinamentos da Igreja Católica foram submetidos a um exame minucioso, simultaneamente e após o concílio; entre eles estava o ensinamento da igreja sobre a imoralidade da contracepção. A recente introdução da contracepção hormonal (incluindo a "pílula"), que alguns acreditavam ser moralmente diferente dos métodos anteriores, levou João XXIII a formar um comitê para aconselhá-lo sobre as questões morais e teológicas do novo método. Mais tarde, o Papa Paulo VI expandiu o escopo do comitê para examinar livremente todos os métodos e o relatório final sugeria a permissão de pelo menos alguns métodos contraceptivos. Paulo não concordou com os argumentos apresentados e, por fim, publicou o Humanae vitae, dizendo que sustentava o ensino constante pela Igreja contra a contracepção e expressamente incluía métodos hormonais conforme proibido. Este documento gerou uma reação amplamente negativa de muitos católicos.

#### Papa João Paulo II

O Papa João Paulo II foi creditado como uma grande influência no fim da Guerra Fria e na queda do comunismo. Na imagem, o pontífice com o presidente estadunidense, Ronald Reagan, e sua esposa, Nancy, em 1982.

Em 1978, o Papa João Paulo II, ex-arcebispo de Cracóvia na República Popular da Polônia, tornou-se o primeiro papa não italiano em 455 anos. Seu pontificado de 26 anos e meio foi o terceiro mais longo da história. Mikhail Gorbachev, presidente da União Soviética, creditou o papa polonês por acelerar a queda do comunismo na Europa.
João Paulo II procurou evangelizar um mundo cada vez mais secular. Ele instituiu a Jornada Mundial da Juventude como um "encontro mundial com o papa" para os jovens; agora ela é realizada a cada dois a três anos. Ele viajou mais do que qualquer outro papa, visitando 129 países e usou a televisão e o rádio como meio de espalhar os ensinamentos da Igreja. Ele também enfatizou a dignidade do trabalho e os direitos naturais dos trabalhadores de ter salários justos e condições seguras no Laborem exercens. Ele também enfatizou vários ensinamentos da Igreja, incluindo exortações morais contra o aborto, a eutanásia e o uso generalizado da pena de morte no Evangelium Vitae. Morreu em 2 de abril de 2005 e foi declarado santo em 27 de abril de 2014.

### Século XXI

#### Papa Bento XVI

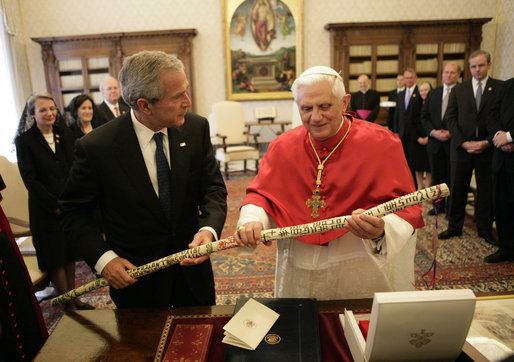
Bento XVI com o ex-presidente americano George W. Bush em 2008

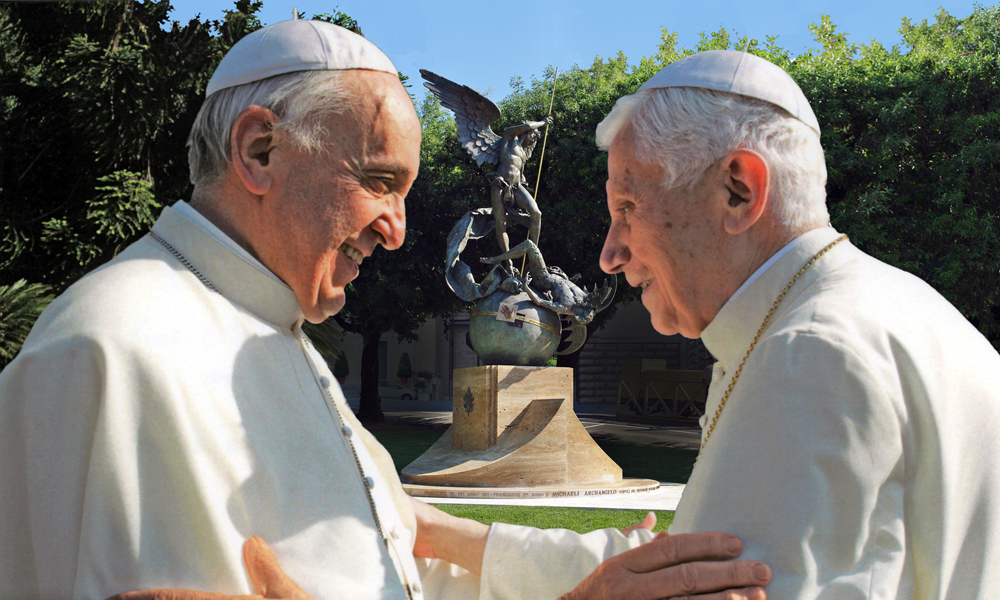
Bento XVI com o Papa Franciscoem julho de 2013

Em 2005, após a morte de João Paulo II, o Papa Bento XVI, chefe da Congregação para a Doutrina da Fé de João Paulo II, foi eleito. Ele era conhecido por defender os valores cristãos tradicionais contra a secularização e por aumentar o uso da missa tridentina, como encontrado no Missal Romano de 1962.
Em 2012, no 50.º aniversário do Vaticano II, uma assembleia do Sínodo dos Bispos discutiu a re-evangelização de católicos não praticantes no mundo desenvolvido. Citando as fragilidades da idade avançada, Bento XVI renunciou em 2013, o primeiro papa a fazê-lo em quase 600 anos. Foi o pontífice católico de idade mais longeva, vindo a falecer aos 95 anos em 31 de dezembro de 2022.

#### Papa Francisco

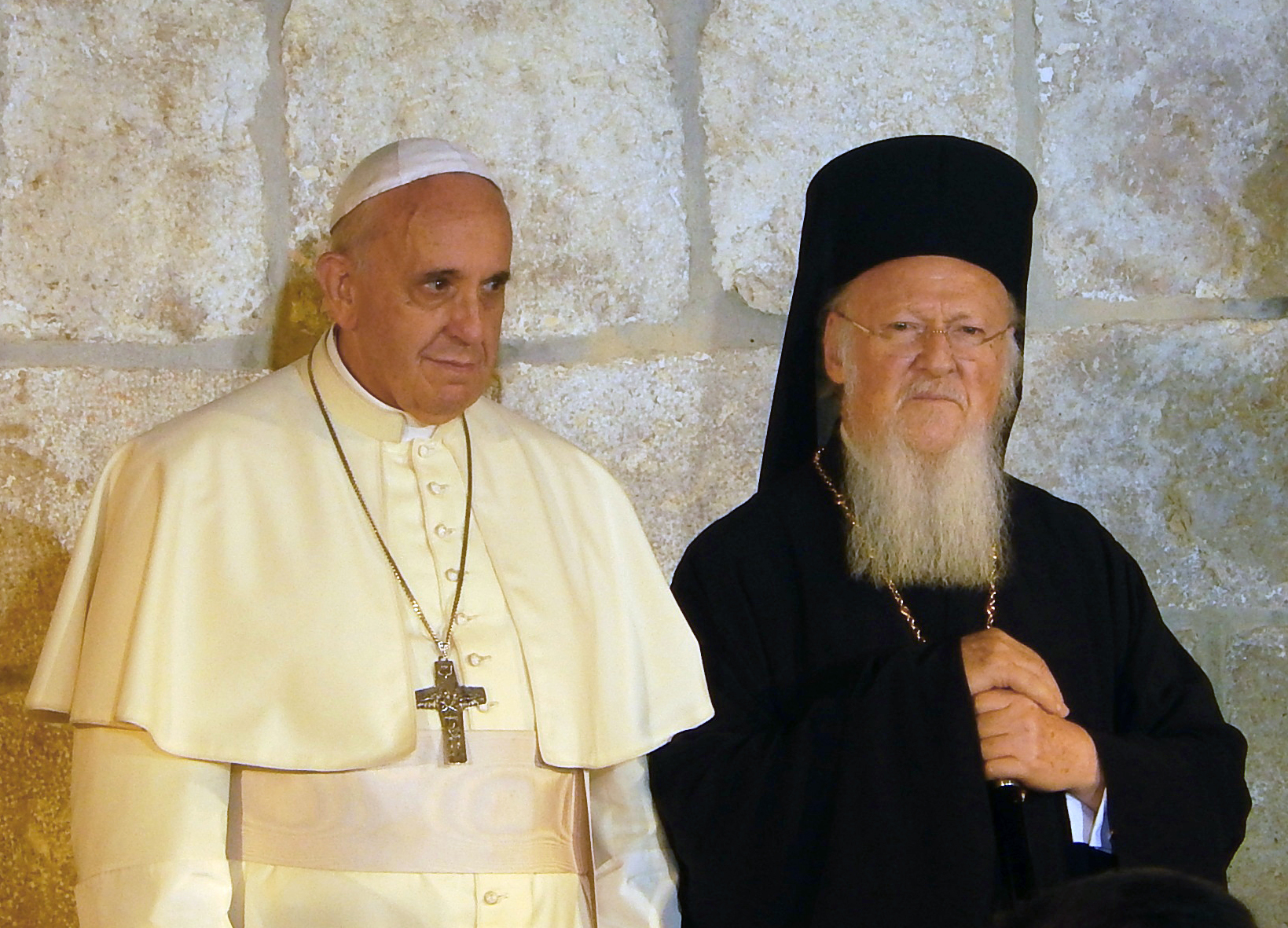
Papa Francisco e o Patriarca de Constantinopla em Jerusalém, 2014.

O papa Francisco, 266.º papa da Igreja Católica, sucedeu o papa emérito Bento XVI em 2013 como o primeiro papa das Américas, o primeiro do Hemisfério Sul e o primeiro papa de fora da Europa desde o sírio Gregório III, que reinou no século VIII. O Papa Francisco foi reconhecido por seus esforços "para fechar ainda mais o afastamento de quase mil anos com as igrejas ortodoxas".
Sua instalação contou com a presença do Patriarca Bartolomeu I de Constantinopla da Igreja Ortodoxa, sendo a primeira vez desde o Grande Cisma de 1054 que o Patriarca Ecumênico Ortodoxo Oriental de Constantinopla participou de uma instalação papal. Em 12 de fevereiro de 2016, o Papa Francisco e o Patriarca Cirilo I de Moscou, chefe da maior Igreja Ortodoxa, se reuniram em Havana, Cuba, emitindo uma declaração conjunta pedindo a restauração da unidade dos cristãos entre as duas igrejas. Isso foi relatado como a primeira reunião de alto nível entre as duas igrejas desde o Grande Cisma de 1054.
Em 2014, a Terceira Assembleia Geral Extraordinária do Sínodo dos Bispos dirigiu o ministério da Igreja às famílias e casamentos e aos católicos em relacionamentos "irregulares", como aqueles que se divorciaram e se casaram fora da igreja sem declaração de nulidade. Embora tenha sido acolhido por alguns, foi criticado por alguns pela ambiguidade, o que provocou controvérsias. Em 2017, durante uma visita ao Egito, o Papa Francisco restabeleceu o reconhecimento mútuo do batismo com a Igreja Ortodoxa Copta.

## Organização
A Igreja Católica segue uma política episcopal, liderada por bispos que receberam o sacramento das Ordens Sagradas, quais são dadas jurisdições formais de governo dentro da Igreja.

### Santa Sé, papado, Cúria Romana e Colégio dos Cardeais

As chaves cruzadas de ouro e prata da Santa Sé simbolizam as chaves de Simão Pedro, representando o poder do ofício papal de afrouxar e prender. A tiara papal de tríplice coroa simboliza o triplo poder do papa como "pai dos reis", "governador do mundo" e "vigário de Cristo". A cruz de ouro em um monte (globo) simboliza a soberania de Jesus.

A hierarquia da Igreja Católica é chefiada pelo bispo de Roma, conhecido como papa ("pai" em latim), que é o líder da Igreja Católica mundial. O atual papa, Leão XIV, foi eleito em 8 de maio de 2025 pelo conclave papal.
O escritório do papa é conhecido como papado. A Igreja Católica sustenta que Cristo instituiu o papado ao dar as chaves do Céu a São Pedro. Sua jurisdição eclesiástica é chamada de "Santa Sé" (Sancta Sedes em latim), ou "Sé Apostólica" (que significa ver do apóstolo Pedro). Servindo diretamente ao papa está a Cúria Romana, o órgão governante central que administra os negócios cotidianos da Igreja Católica.
O papa também é soberano da Cidade do Vaticano, uma pequena cidade-estado totalmente encravada dentro da cidade de Roma, que é uma entidade distinta da Santa Sé. É como chefe da Santa Sé, não como chefe do Estado da Cidade do Vaticano, que o papa recebe embaixadores de estados e envia a eles seus próprios representantes diplomáticos.
A posição de cardeal é uma posição de honra concedida pelos papas a certos clérigos, como líderes da Cúria Romana, bispos que servem nas principais cidades e ilustres teólogos. Para aconselhamento e assistência no governo, o papa pode recorrer ao Colégio dos Cardeais.
Após a morte ou renúncia de um papa, membros do Colégio de Cardeais com menos de 80 anos de idade atuam como um colégio eleitoral, reunidos em um conclave papal para eleger um sucessor. Embora o conclave possa eleger qualquer católico masculino como papa desde 1389, apenas cardeais foram eleitos.

### Direito canônico
Direito canônico (em latim: jus canonicum) é o sistema de leis e princípios legais elaborado e aplicado pelas autoridades hierárquicas da Igreja Católica para regular sua organização e governo externos e ordenar e direcionar as atividades dos católicos em direção à missão da Igreja. A lei canônica da Igreja Latina foi o primeiro sistema jurídico ocidental moderno e é o mais antigo sistema jurídico em funcionamento contínuo no Ocidente.

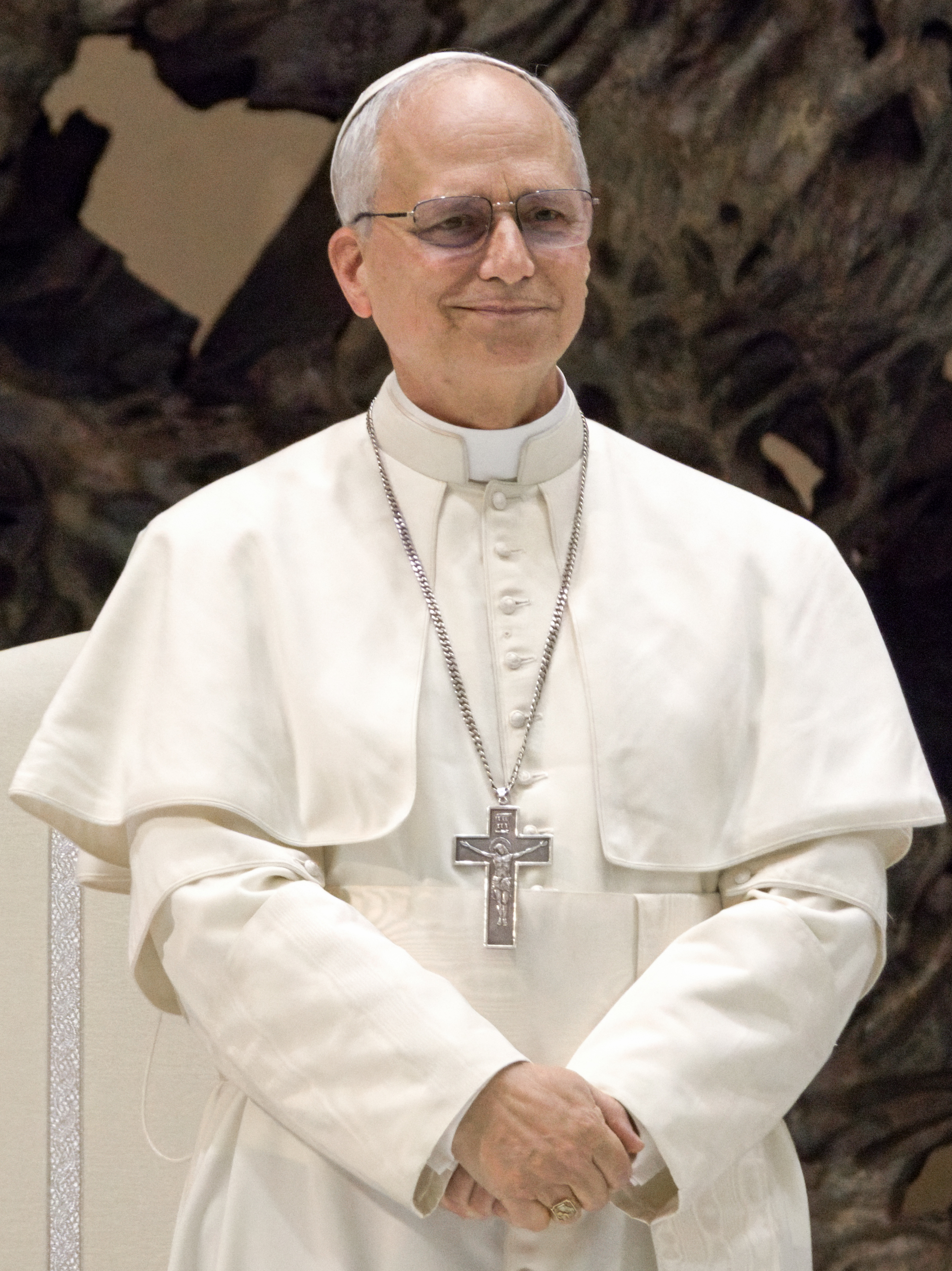
Leão XIV é o 267.º e atual Papa da Igreja Católica, um título que ele detém ex officio como Bispo de Roma e soberano da Cidade do Vaticano. Foi eleito no conclave papal de 2025.

Leis eclesiásticas positivas, baseadas direta ou indiretamente em lei divina imutável ou lei natural, derivam autoridade formal no caso de leis universais promulgadas pelo legislador supremo — o Sumo Pontífice — que possui em sua pessoa a totalidade do poder legislativo, executivo e judicial, enquanto leis particulares derivam autoridade formal da promulgação por um legislador inferior ao legislador supremo, seja um legislador ordinário ou um legislador delegado. O material sujeito aos cânones não é apenas de natureza doutrinária ou moral, mas abrange toda a condição humana. Possui todos os elementos comuns de um sistema jurídico maduro: leis, tribunais, advogados, juízes, um código jurídico totalmente articulado para a Igreja Latina, bem como um código para as igrejas católicas orientais, princípios de interpretação jurídica e sanções coercitivas.
O direito canônico diz respeito à vida e organização da Igreja Católica e é distinto do direito civil. Em seu próprio campo, dá força ao direito civil apenas por promulgação específica em questões como a tutela de menores. Da mesma forma, o direito civil pode dar força em seu campo ao direito canônico, mas apenas por promulgação específica, como no que diz respeito aos casamentos canônicos. Atualmente, o Código de Direito Canônico de 1983 está em vigor para a Igreja Latina, enquanto o Código de Cânones das Igrejas Orientais de 1990 (CCEO, depois das iniciais latinas) se aplica às Igrejas Católicas Orientais autônomas.

### Igrejas latinas e orientais
Nos primeiros mil anos da história católica, diferentes variedades do cristianismo se desenvolveram nas áreas cristãs ocidental (latino) e oriental da Europa. Embora a maioria das igrejas de tradição oriental não esteja mais em comunhão com a Igreja Católica após o Grande Cisma de 1054, atualmente participam igrejas particulares autônomas de ambas as tradições, também conhecidas como "igrejas sui iuris". A maior e mais conhecida é a Igreja Latina, a única igreja de tradição ocidental, com mais de 1 bilhão de membros em todo o mundo. Relativamente pequenas em termos de aderentes em comparação com a Igreja Latina, são as 23 igrejas católicas orientais autônomas, com um número combinado de 17,3 milhões de seguidores, de acordo com estimativas de 2010.

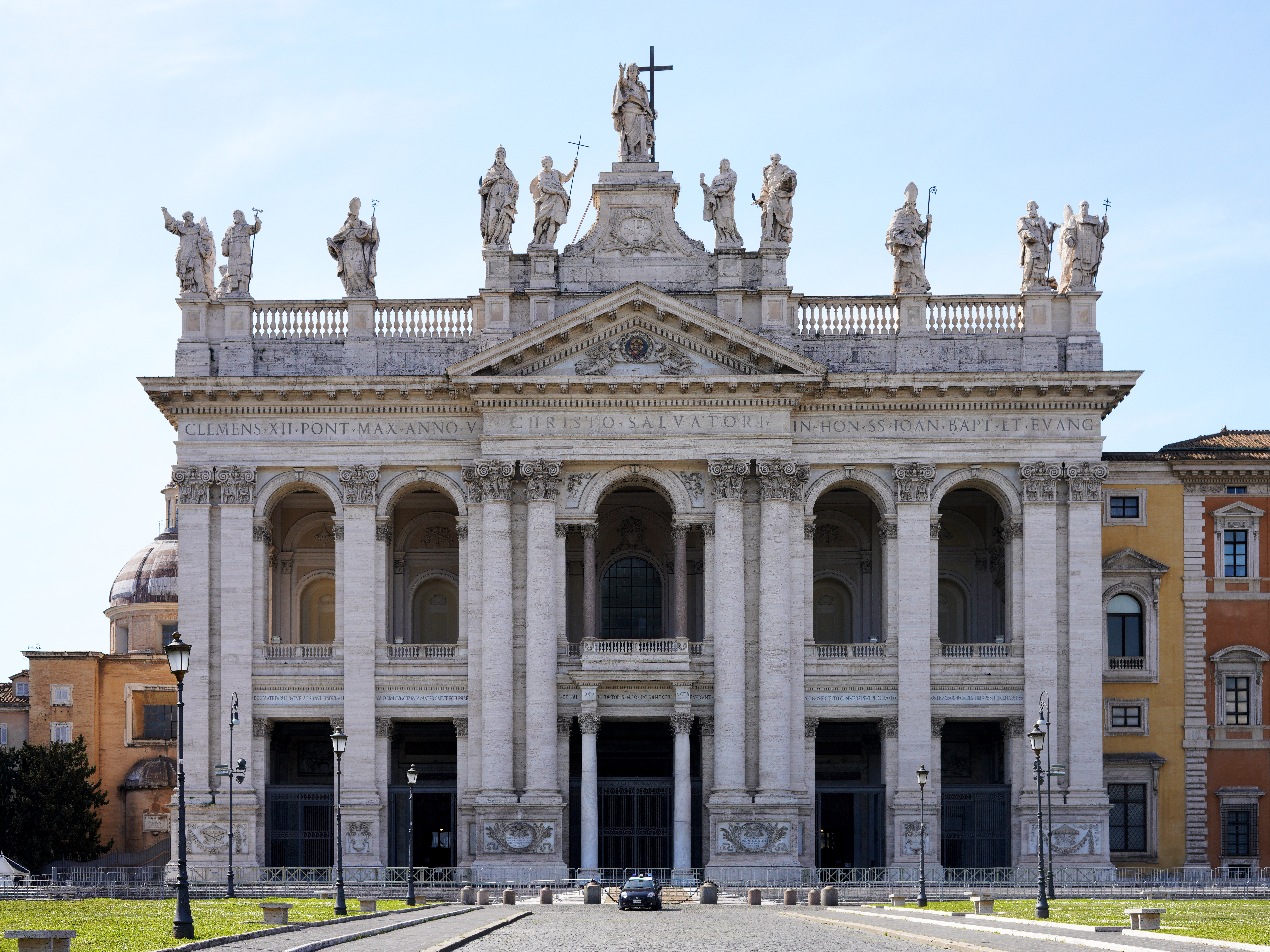
Arquibasílica de São João de Latrão, a catedral da diocese de Roma.

A Igreja Latina é governada pelo papa e por bispos diocesanos designados diretamente por ele. O papa exerce um papel patriarcal direto sobre a Igreja Latina, que é considerada a parte original e ainda principal do cristianismo ocidental, uma herança de certas crenças e costumes originários da Europa e do noroeste da África, alguns dos quais são herdados por muitas denominações cristãs que traçam suas origens na Reforma Protestante.
Uma igreja sui iuris é definida no Código de Cânones para as Igrejas Orientais como um "grupo de fiéis cristãos unidos por uma hierarquia" que é reconhecido pelo Papa em sua capacidade de autoridade suprema em questões de doutrina dentro da igreja. O termo é uma inovação do CCEO para denotar a relativa autonomia das Igrejas Católicas Orientais, que permanecem em plena comunhão com o Papa, mas possuem estruturas de governança e tradições litúrgicas separadas das da Igreja Latina.
Algumas igrejas católicas orientais são governadas por um patriarca que é eleito pelo sínodo dos bispos dessa igreja, outras são chefiadas por um arcebispo maior, outras estão sob uma metropolita e outras são organizadas como eparquias individuais. Cada igreja tem autoridade sobre os detalhes de sua organização interna, ritos litúrgicos, calendário litúrgico e outros aspectos de sua espiritualidade, sujeitos apenas à autoridade do papa. A Cúria Romana tem um departamento específico, a Congregação para as Igrejas Orientais, para manter relações com elas.

### Dioceses, paróquias, organizações e institutos

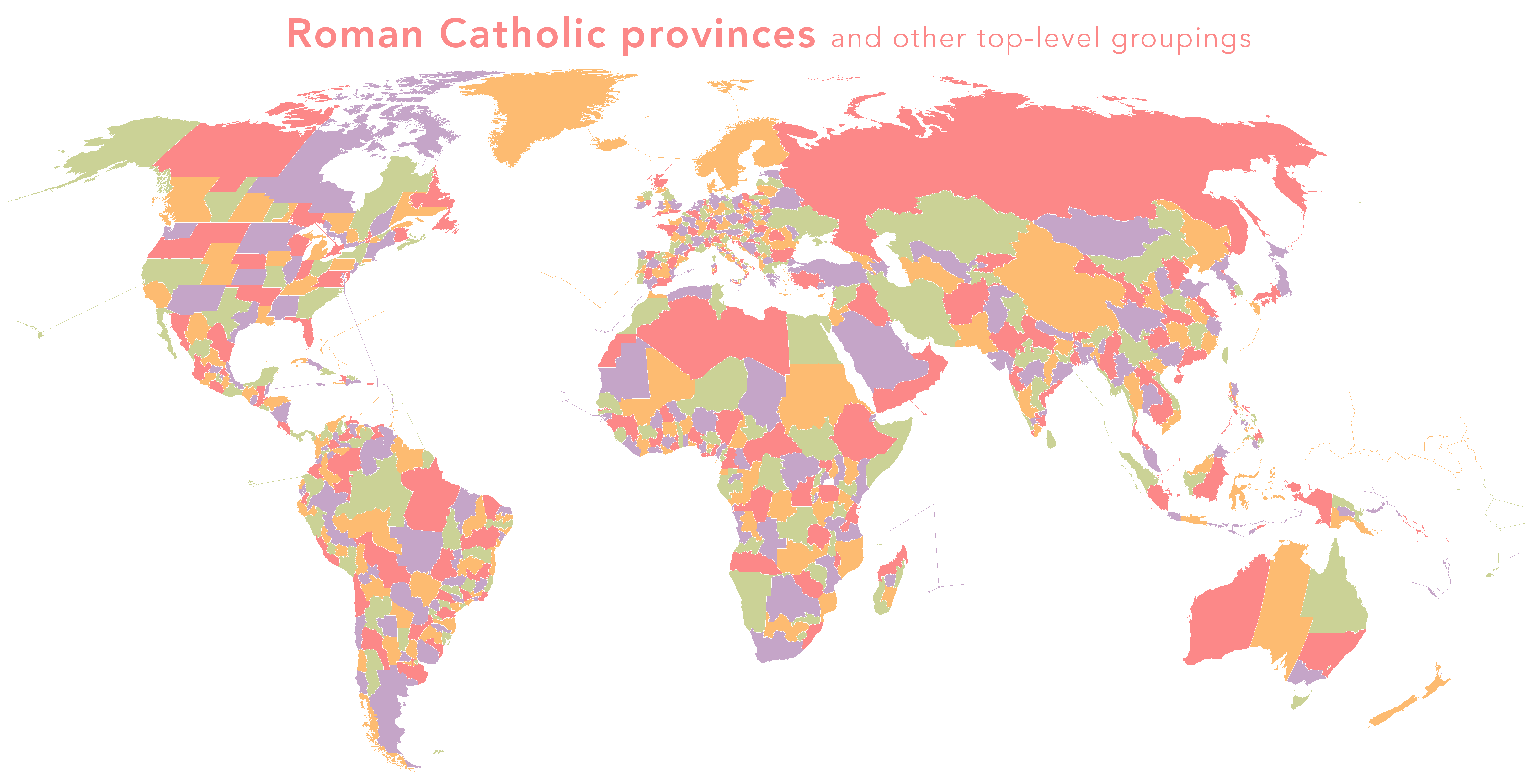
Mapa das províncias eclesiásticas da Igreja Católica, bem como das arquidioceses (e outras entidades de alto nível) onde as províncias não estão estabelecidas.

Países, regiões ou grandes cidades são servidas por igrejas específicas conhecidas como dioceses na Igreja Latina, ou eparquias nas Igrejas Católicas Orientais, cada uma supervisionada por um bispo. Segundo dados de 2008, a Igreja Católica possui 2 795 dioceses. Os bispos em um determinado país são membros de uma conferência episcopal nacional ou regional.
As dioceses são divididas em paróquias, cada uma com um ou mais padres, diáconos ou ministros eclesiais leigos. As paróquias são responsáveis pela celebração diária dos sacramentos e pela pastoral dos leigos. De acordo com estimativas de 2016, existem 221,7 mil paróquias em todo o mundo.

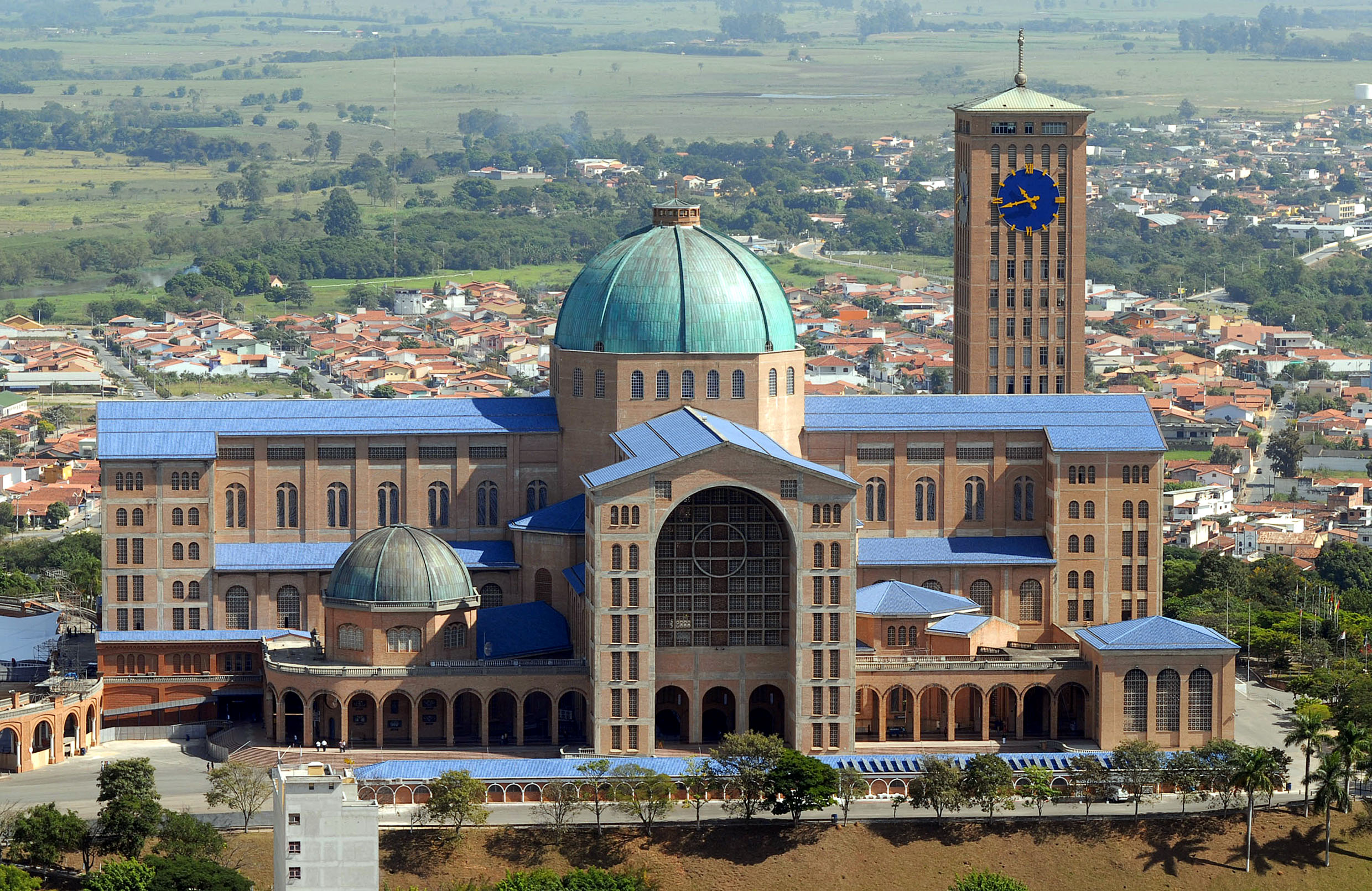
Basílica de Nossa Senhora Aparecida, sede da Arquidiocese de Aparecida, no Brasil, o segundo maior templo católico do mundo.

Na Igreja Latina, os homens católicos podem servir como diáconos ou sacerdotes, recebendo ordenação sacramental. Homens e mulheres podem servir como ministros extraordinários da comunhão, como leitores, ou como coroinhas. Historicamente, meninos e homens só foram autorizados a servir como servidores de altar; no entanto, desde os anos 1990, meninas e mulheres também são permitidas.
Os católicos ordenados, bem como os membros dos leigos, podem entrar na vida consagrada, seja individualmente, como eremita ou virgem consagrada, ou ingressando em um instituto de vida consagrada (um instituto religioso ou um instituto secular) no qual recebe votos confirmando seu desejo de seguir os três conselhos evangélicos de castidade, pobreza e obediência. Exemplos de institutos de vida consagrada são os beneditinos, os carmelitas, os dominicanos, os franciscanos, os missionários da caridade, os legionários de Cristo e as irmãs da misericórdia.
"Institutos religiosos" é um termo moderno que abrange "ordens religiosas" e "congregações religiosas", que já foram distinguidas no direito canônico. Os termos "ordem religiosa" e "instituto religioso" tendem a ser usados como sinônimos coloquialmente. Por meio de instituições de caridade católicas e além, a Igreja Católica é o maior provedor não governamental de educação e saúde no mundo.

### Filiação

Número de católicos por país.

O catolicismo é o segundo maior corpo religioso do mundo após o sunismo. Ser membro da Igreja, o que é definido como ser católico batizado, é uma categoria em que 1,3 bilhão de pessoas se encaixavam no final de 2018, o que representa 18% da população mundial. Os católicos representam cerca de metade de todos os cristãos.
A distribuição geográfica dos católicos em todo o mundo continua a mudar, com 17,8% na África, 48,3% nas Américas, 11,1% na Ásia, 21,5% na Europa e 0,9% na Oceania.
Os ministros católicos incluem clérigos ordenados, ministros eclesiais leigos, missionários e catequistas. Também no final de 2014, havia 465 595 clérigos ordenados, incluindo 5 237 bispos, 415 792 padres (diocesanos e religiosos) e 44 566 diáconos (permanentes).
| Distribuição geográfica de católicos (2018) | Distribuição geográfica de católicos (2018) | Distribuição geográfica de católicos (2018) | Distribuição geográfica de católicos (2018) | Distribuição geográfica de católicos (2018) |
| ------------------------------------------- | ------------------------------------------- | ------------------------------------------- | ------------------------------------------- | ------------------------------------------- |
| América                                     | América                                     |                                             | 48,3%                                       | 48,3%                                       |
| Europa                                      | Europa                                      |                                             | 21,5%                                       | 21,5%                                       |
| África/Oceania                              | África/Oceania                              |                                             | 19,1%                                       | 19,1%                                       |
| Ásia                                        | Ásia                                        |                                             | 11,1%                                       | 11,1%                                       |
|                                             |                                             |                                             |                                             |                                             |

Os ministros não ordenados incluíram 3 157 568 catequistas, 367 679 missionários leigos e 39 951 ministros eclesiais leigos.
Os católicos que se comprometeram com a vida religiosa ou consagrada em vez do casamento ou celibato único, como um estado de vida ou vocação relacional, incluem 54 559 homens religiosos, 705 529 mulheres religiosas. Estes não são ordenados, nem geralmente considerados ministros, a menos que também participem de uma das categorias de ministros leigos acima.

## Doutrina

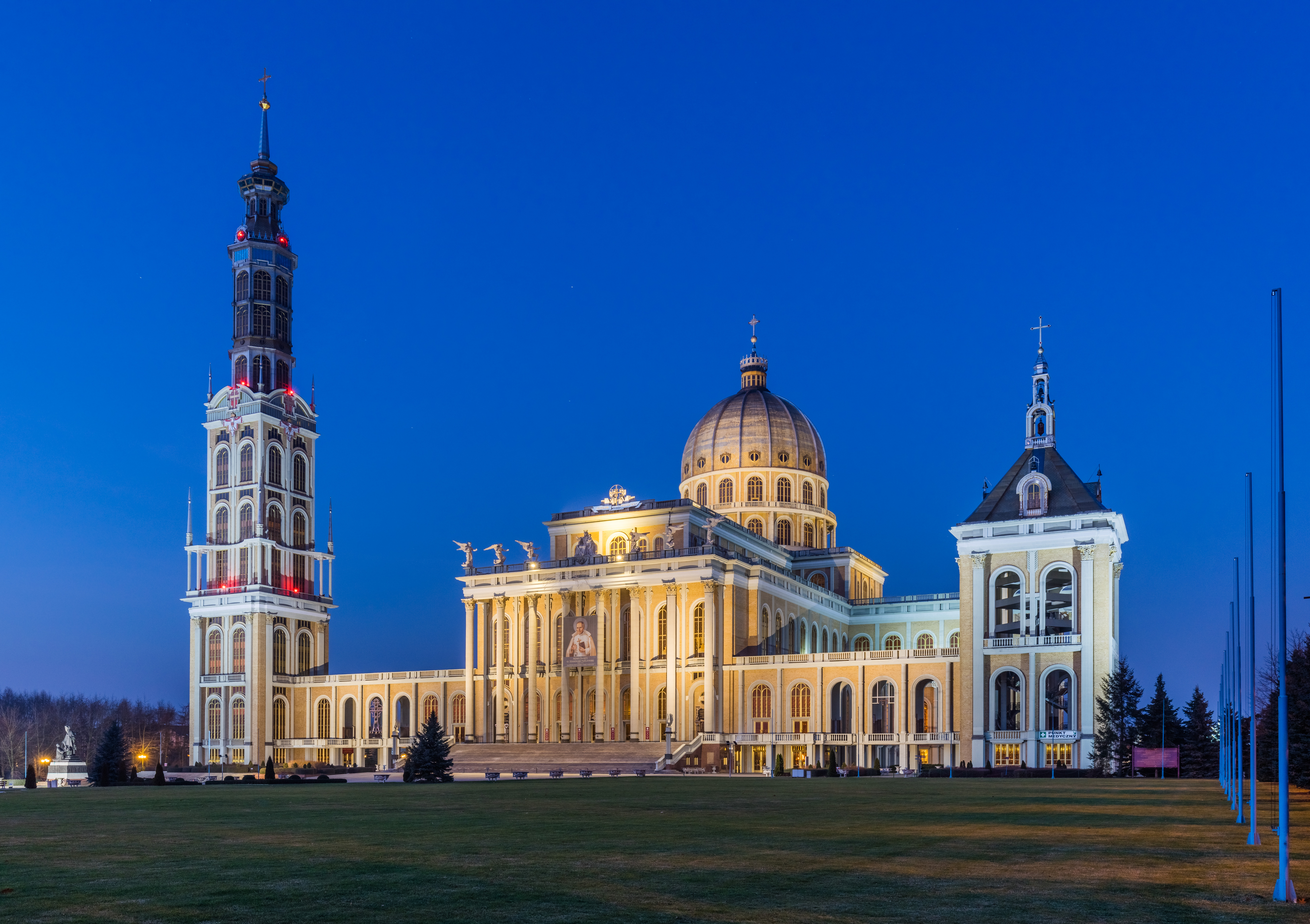
Basílica de Nossa Senhora de Licheń, Comuna de Ślesin, Polônia.

A doutrina católica se desenvolveu ao longo dos séculos, refletindo os ensinamentos diretos dos primeiros cristãos, definições formais de crenças heréticas e ortodoxas por conselhos ecumênicos e bulas papais, além do debate teológico por estudiosos. A Igreja acredita que é continuamente guiada pelo Espírito Santo ao discernir novas questões teológicas e é infalivelmente protegida de cair em erro doutrinário quando uma decisão firme sobre uma questão é alcançada.
Ensina que a revelação tem uma fonte comum, Deus, e dois modos distintos de transmissão (Escritura e Tradição Sagrada) e que estes são autenticamente interpretados pelo Magistério. A Escritura Sagrada consiste nos 73 livros da Bíblia Católica, 46 escritos no Antigo Testamento e 27 do Novo Testamento. A Tradição Sagrada consiste nos ensinamentos que a Igreja acredita que foram proferidos desde o tempo dos apóstolos. As Escrituras Sagradas e a Tradição Sagrada são conhecidas coletivamente como "depósito da fé" (depositum fidei em latim). Estas são, por sua vez, interpretadas pelo Magistério (do magister, em latim para "professor"), a autoridade de ensino da igreja, que é exercida pelo papa e pelo Colégio dos Bispos em união com o papa, o bispo de Roma. A doutrina católica é autoritariamente resumida no Catecismo da Igreja Católica, publicado pela Santa Sé.

### Natureza de Deus

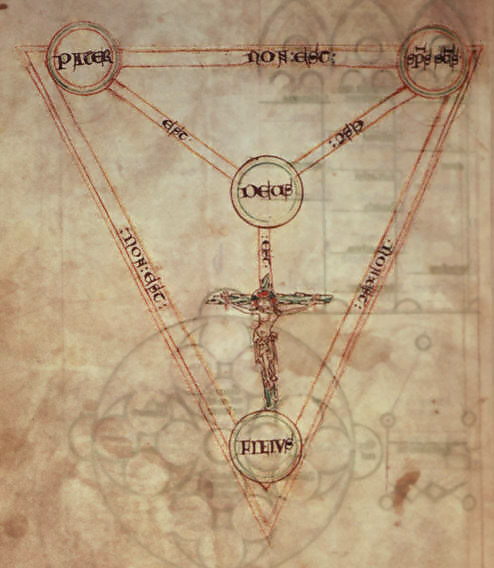
Versão manuscrita de 1210 do diagrama teológico tradicional do Escudo da Trindade.

A Igreja Católica sustenta que existe um Deus eterno, que existe como uma pericorese ("habitação mútua") de três hipóstases, ou "pessoas": Deus, o Pai; Deus filho; e Deus, o Espírito Santo, que juntos são chamados "Santíssima Trindade".
Os católicos acreditam que Jesus Cristo é a "segunda pessoa" da Trindadeː Deus, o Filho. Num evento conhecido como Encarnação, através do poder do Espírito Santo, Deus se uniu à natureza humana através da concepção de Cristo no ventre da Virgem Maria. Portanto, Cristo é entendido como sendo totalmente divino e totalmente humano, inclusive possuindo uma alma humana. Ensina-se que a missão de Cristo na Terra incluía dar às pessoas seus ensinamentos e fornecer seu exemplo para que eles seguissem conforme registrado nos quatro Evangelhos. Acredita-se que Jesus permaneceu sem pecado enquanto estava na terra e se permitiu ser injustamente executado pela crucificação, como um sacrifício de si mesmo para reconciliar a humanidade com Deus; essa reconciliação é conhecida como o mistério pascal. O termo grego "Cristo" e o hebraico "Messias" significam "ungido", referindo-se à crença cristã de que a morte e ressurreição de Jesus são o cumprimento das profecias messiânicas do Antigo Testamento.
A Igreja Católica ensina dogmaticamente que "o Espírito Santo procede eternamente do Pai e do Filho, não como dois princípios, mas como um único princípio". Ela afirma que o Pai, como o "princípio sem princípio", é a primeira origem do Espírito, mas também que ele, como Pai do Filho único, é com o Filho o único princípio do qual o Espírito procede. Essa crença é expressa na cláusula Filioque, que foi adicionada à versão latina do Credo Niceno de 381, mas não incluída nas versões gregas do credo usado no cristianismo oriental.

### Natureza da igreja

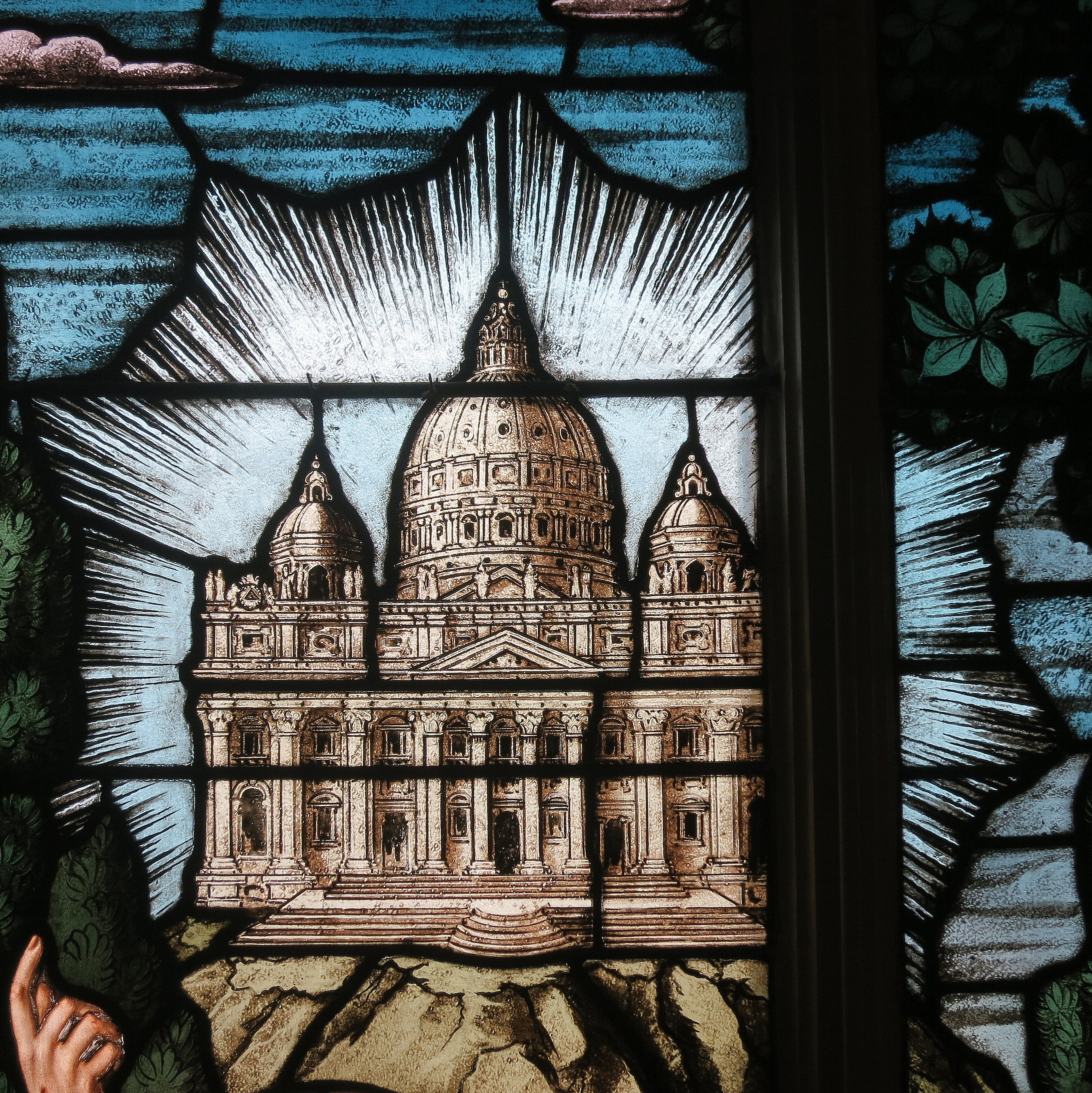
Vitral em uma igreja católica que representa a Basílica de São Pedro em Roma sentada "sobre esta rocha", uma referência a Mateus 16:18. A maioria dos católicos de hoje interpretam Jesus dizendo que estava construindo sua igreja sobre a rocha do apóstolo Pedro e a sucessão de papas que reivindicam a sucessão apostólica dele.

A Igreja Católica ensina que é a "única igreja verdadeira", "o sacramento universal da salvação para a raça humana", e "a única religião verdadeira". Segundo o catecismo, a Igreja Católica é descrita no Credo Niceno como a "Igreja única, santa, católica e apostólica". Estes são conhecidos coletivamente como as quatro marcas da Igreja. A Igreja ensina que seu fundador é Jesus Cristo. O Novo Testamento registra vários eventos considerados essenciais para o estabelecimento da Igreja Católica, incluindo as atividades e o ensino de Jesus e sua nomeação dos apóstolos como testemunhas de seu ministério, sofrimento e ressurreição. A Grande Comissão, após sua ressurreição, instruiu os apóstolos a continuarem seu trabalho. A vinda do Espírito Santo sobre os apóstolos, em um evento conhecido como Pentecostes, é vista como o início do ministério público da Igreja Católica. A igreja ensina que todos os bispos devidamente consagrados têm uma sucessão linear dos apóstolos de Cristo, conhecida como sucessão apostólica. Em particular, o bispo de Roma (o papa) é considerado o sucessor do apóstolo Simão Pedro, uma posição da qual ele deriva sua supremacia sobre a igreja.
A crença católica sustenta que a igreja "é a presença contínua de Jesus na Terra" e que somente ela possui todos os meios de salvação. Através da paixão (sofrimento) de Cristo levando à sua crucificação, conforme descrito nos Evangelhos, é dito que Cristo fez a si mesmo uma oblação a Deus Pai, a fim de reconciliar a humanidade com Deus; a ressurreição de Jesus faz dele o primogênito dentre os mortos, o primeiro dentre muitos irmãos. Ao se reconciliar com Deus e seguir as palavras e ações de Cristo, um indivíduo pode entrar no Reino de Deus. A igreja vê sua liturgia e sacramentos como uma forma de perpetuar as graças alcançadas pelo sacrifício de Cristo para fortalecer o relacionamento de uma pessoa com Cristo e ajudar a vencer o pecado.

### Julgamento final
A Igreja Católica ensina que, imediatamente após a morte, a alma de cada pessoa receberá um julgamento específico de Deus, com base em seus pecados e em seu relacionamento com Cristo. Este ensinamento também atesta outro dia em que Cristo se sentará no julgamento universal de toda a humanidade. Esse julgamento final, de acordo com os ensinamentos da igreja, trará um fim à história da humanidade e marcará o início de um novo e melhor céu e terra, governados por Deus justo.

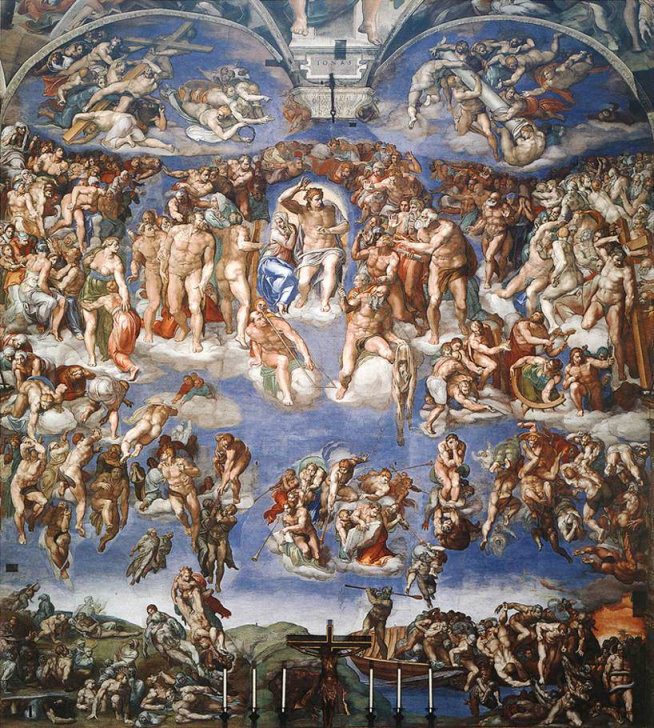
Juízo Final, Capela Sistina por Michelangelo (1535-1541).

Dependendo do julgamento proferido após a morte, acredita-se que uma alma possa entrar em um dos três estados da vida após a morte:
- O Céu é um estado de união sem fim com a natureza divina de Deus, não ontologicamente, mas pela graça. É uma vida eterna, na qual a alma contempla Deus numa beatitude incessante;[224]
- O Purgatório é uma condição temporária para a purificação das almas que, embora destinadas ao Céu, não estão totalmente desapegadas do pecado e, portanto, não podem entrar no Céu imediatamente. No purgatório, a alma sofre e é purgada e aperfeiçoada. As almas no purgatório podem ser ajudadas a alcançar o céu pelas orações dos fiéis na terra e pela intercessão dos santos;[225]
- Danação final: finalmente, aqueles que persistem em viver em estado de pecado mortal e não se arrependem antes da morte se sujeitam ao inferno, uma separação eterna de Deus.[226] A igreja ensina que ninguém é condenado ao inferno sem ter decidido rejeitar a Deus livremente.[227] Ninguém está predestinado ao inferno e ninguém pode determinar com absoluta certeza quem foi condenado ao inferno.[228] O catolicismo ensina que, pela misericórdia de Deus, uma pessoa pode se arrepender a qualquer momento antes da morte, ser iluminada com a verdade da fé católica e, assim, obter a salvação.[229] Alguns teólogos católicos especularam que as almas de bebês não batizados e não cristãos sem pecado mortal, mas que morrem no pecado original, são atribuídas ao limbo, embora este não seja um dogma oficial da igreja.[230]

Enquanto a Igreja Católica ensina que sozinha possui todos os meios de salvação, também reconhece que o Espírito Santo pode fazer uso de comunidades cristãs separadas de si para "impulsionar a unidade católica" e "tender e liderar em direção à Igreja Católica" e, assim, levar as pessoas à salvação, porque essas comunidades separadas contêm alguns elementos da doutrina, embora misturados com erros. Ela ensina que quem é salvo é salvo pela Igreja Católica, mas que as pessoas podem ser salvas fora dos meios comuns conhecidos como batismo do desejo e pelo martírio pré-batismal, conhecido como batismo de sangue, bem como quando as condições de invencibilidade a ignorância está presente, embora a ignorância invencível em si mesma não seja um meio de salvação.

### Santos e devoções

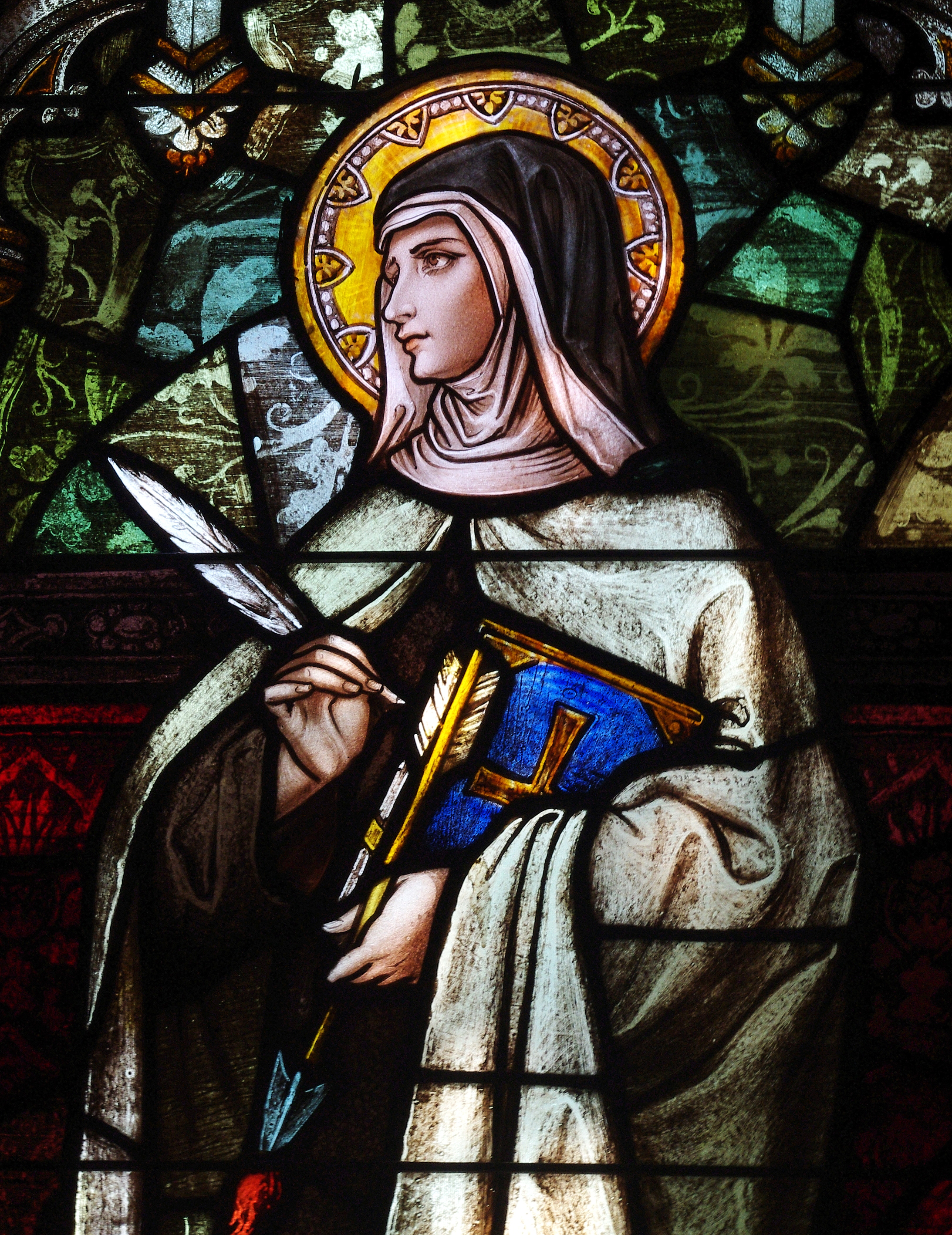
Na iconografia cristã, os santos são frequentemente representados com halos que simbolizam santidade. Na imagem, vitral de Santa Teresa de Ávila.

Um santo é uma pessoa que é reconhecida por ter um grau excepcional de santidade, semelhança ou proximidade com Deus, enquanto a canonização é o ato pelo qual uma igreja cristã declara que uma pessoa que morreu foi um santo, na qual a declaração é incluída no "cânone", ou lista, de santos reconhecidos.
Na Igreja Católica, tanto nas igrejas católicas latinas quanto nas orientais, o ato de canonização é reservado à Sé Apostólica e ocorre na conclusão de um longo processo que exige uma extensa prova de que o candidato à canonização viveu e morreu de maneira tão exemplar e santa que ele é digno de ser reconhecido como um santo. O reconhecimento oficial da santidade pela Igreja implica que a pessoa está agora no Céu e que ela pode ser invocada publicamente e mencionada oficialmente na liturgia da igreja, inclusive na Ladainha de Todos os Santos. A canonização permite a veneração universal do santo na liturgia do rito romano; para permissão para venerar meramente localmente, somente beatificação é necessária.
Devoções são "práticas externas de piedade" que não fazem parte da liturgia oficial da Igreja Católica, mas fazem parte das práticas espirituais populares dos católicos. Isso inclui várias práticas relacionadas à veneração dos santos, especialmente a veneração da Virgem Maria. Outras práticas devocionais incluem a Via Crúcis, o Sagrado Coração de Jesus, a Santa Face de Jesus, os vários escapulários, as novenas a vários santos, peregrinações, devoções ao Santíssimo Sacramento e a veneração de imagens santas, como os santos. Os bispos do Concílio Vaticano II lembraram aos católicos que "as devoções devem ser tão elaboradas que se harmonizem com as estações litúrgicas, de acordo com a sagrada liturgia, de alguma forma derivam dela e levam o povo a ela, pois, de fato, a liturgia, por sua própria natureza, ultrapassa em muito qualquer uma delas".

### Virgem Maria

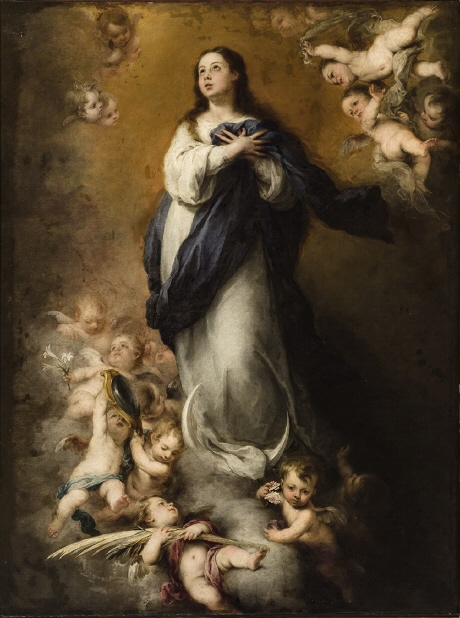
A Bem-Aventurada Virgem Maria é altamente considerada na Igreja Católica, proclamando-a como Mãe de Deus, livre do pecado original e intercessora.

A Mariologia Católica lida com as doutrinas e os ensinamentos sobre a vida de Maria, mãe de Jesus, bem como a veneração de Maria pelos fiéis. Ela tem especial consideração entre os católicos, que a declaram a Mãe de Deus (em grego: Θεοτόκος;"Portadora de Deus") e acreditam no dogma de que ela permaneceu virgem ao longo de sua vida. Outros ensinamentos incluem as doutrinas da Imaculada Conceição (sua própria concepção sem a mancha do pecado original) e a Assunção de Maria (que seu corpo foi diretamente para o céu no final de sua vida). Ambas as doutrinas foram definidas como dogma infalível pelo Papa Pio IX, em 1854, e pelo Papa Pio XII, em 1950, respectivamente, mas somente após consultar os bispos católicos de todo o mundo para verificar se essas eram crenças católicas.
As devoções a Maria fazem parte da piedade católica, mas são distintas da adoração a Deus. As práticas incluem orações e arte, música e arquitetura mariana. Várias festas litúrgicas marianas são comemoradas durante todo o ano da igreja e ela é homenageada com muitos títulos, como "Rainha do Céu". O Papa Paulo VI a chamou de "Mãe da Igreja" porque, ao dar a luz a Cristo, ela é considerada a mãe espiritual de cada membro do Corpo de Cristo. Devido ao seu papel influente na vida de Jesus, orações e devoções, como a Ave Maria, o Rosário, a Salve Regina e o Lembrai-vos, são práticas católicas comuns. A peregrinação aos locais de várias aparições marianas afirmadas pela igreja, como Lourdes, Fátima e Guadalupe, também são devoções católicas populares.

## Sacramentos
A Igreja Católica ensina que foram confiados sete sacramentos instituídos por Cristo. O número e a natureza dos sacramentos foram definidos por vários concílios ecumênicos, mais recentemente o Concílio de Trento. São o batismo, o crisma, a eucaristia, a penitência, a unção dos enfermos (anteriormente chamada de "extrema-unção", um dos " Últimos Ritos"), as ordens sagradas e o matrimônio sagrado. Os sacramentos são rituais visíveis que os católicos interpretam como sinais da presença de Deus e canais efetivos da graça de Deus para todos aqueles que o recebem com a disposição adequada (ex opere operato).

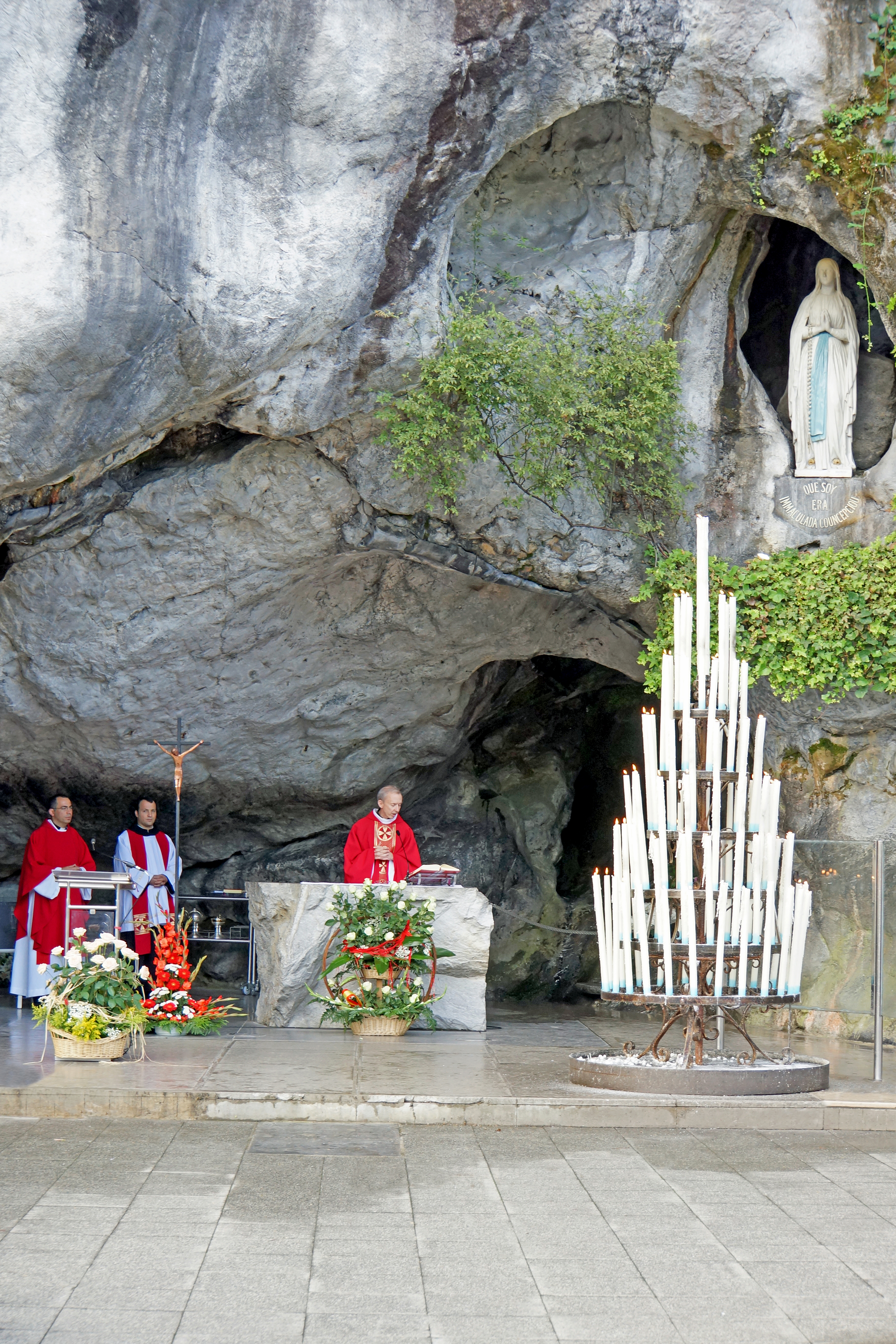
Missa na Gruta de Lourdes, França. O cálice é exibido ao povo imediatamente após a consagração do vinho.

O Catecismo da Igreja Católica classifica os sacramentos em três grupos, os "sacramentos da iniciação cristã", "os sacramentos da cura" e os "sacramentos a serviço da comunhão e a missão dos fiéis". Esses grupos refletem amplamente as etapas da vida natural e espiritual das pessoas que cada sacramento deve servir.
As liturgias dos sacramentos são centrais para a missão da igreja. De acordo com o catecismo:
De acordo com a doutrina da igreja, os sacramentos da igreja exigem que a forma, a matéria e a intenção adequadas sejam validamente celebradas. Além disso, as leis canônicas da Igreja Latina e das igrejas católicas orientais governam quem pode celebrar licitamente certos sacramentos, bem como regras estritas sobre quem pode receber os sacramentos. Notavelmente, porque a igreja ensina que Cristo está presente na eucaristia, aqueles que estão conscientes de estar em um estado de pecado mortal são proibidos de receber o sacramento até que tenham recebido absolvição por meio do sacramento da reconciliação (penitência). Os católicos normalmente são obrigados a se abster de comer por pelo menos uma hora antes de receber o sacramento. Normalmente, os não católicos também são proibidos de receber a eucaristia.
Os católicos, mesmo que estejam em perigo de morte e incapazes de se aproximar de um ministro católico, não podem pedir os sacramentos da eucaristia, penitência ou unção dos doentes de alguém, como um ministro protestante, que não se sabe validamente ordenado de acordo com o ensino católico sobre ordenação. Da mesma forma, mesmo em necessidade grave e premente, os ministros católicos podem não administrar esses sacramentos àqueles que não manifestam fé católica no sacramento. Em relação às igrejas do cristianismo oriental que não estão em comunhão com a Santa Sé, a Igreja Católica é menos restritiva, declarando que "uma certa communion in sacris, e assim na eucaristia, dadas as circunstâncias adequadas e a aprovação da autoridade da Igreja, não é apenas possível, como é incentivada".

### Sacramentos de iniciação

#### Batismo

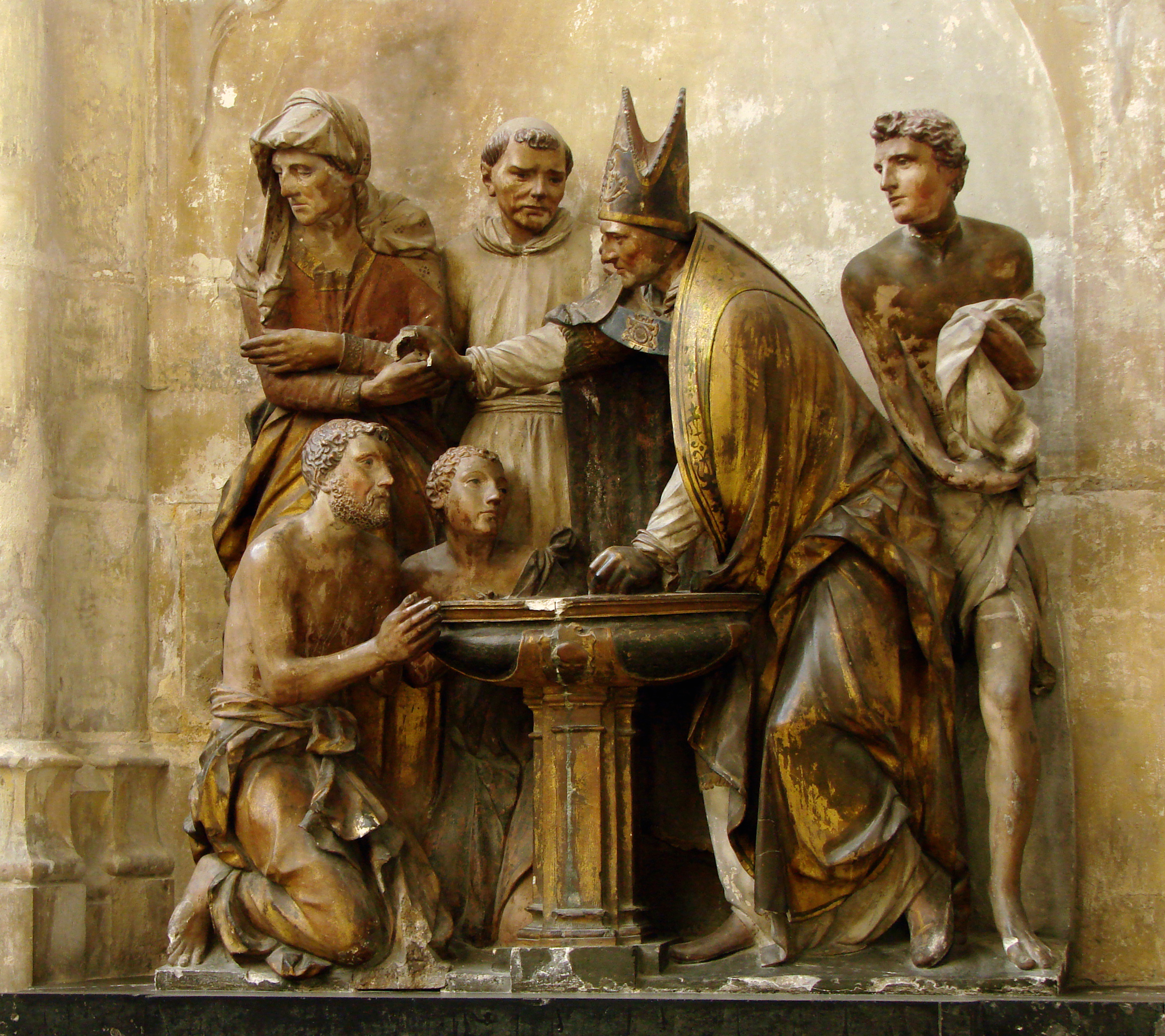
Batismo de Agostinho de Hipona, representado em um grupo escultórico na Catedral de Troyes (1549), França.

Para a Igreja Católica, o batismo é o primeiro dos três sacramentos de iniciação como cristão. Ele lava todos os pecados, tanto o pecado original quanto os pecados pessoais. Isto torna uma pessoa um membro da igreja. Como um presente gratuito de Deus que não requer mérito por parte da pessoa que é batizada, é conferido até às crianças, que, embora não tenham pecados pessoais, precisam disso por causa do pecado original. Se uma criança recém-nascida estiver em perigo de morte, qualquer pessoa — seja um médico, uma enfermeira ou um dos pais — pode batizar a criança. O batismo marca uma pessoa permanentemente e não pode ser repetido. A Igreja Católica reconhece como batismos válidos mesmo os conferidos por pessoas que não são católicas ou cristãs, desde que pretendam batizar ("fazer o que a Igreja faz quando ela batiza") e que eles usam a fórmula batismal trinitária.

#### Crisma
A Igreja Católica vê o sacramento do crisma como necessário para completar a graça dada no batismo. Quando os adultos são batizados, o crisma é normalmente dada imediatamente depois, uma prática seguida mesmo com bebês recém-batizados nas Igrejas Católicas Orientais. No Rito Latino, o crisma das crianças é adiada até que tenham idade suficiente para entender ou a critério do bispo. No cristianismo ocidental, particularmente no catolicismo, o sacramento é chamado de confirmação, porque confirma e fortalece a graça do batismo; nas igrejas orientais, é chamado crisma, porque o rito essencial é a unção da pessoa com crisma, uma mistura de azeite e alguma substância perfumada, geralmente bálsamo, abençoado por um bispo. Aqueles que recebem o crisma devem estar em um estado de graça, o que para aqueles que atingiram a idade da razão significa que devem primeiro ser limpos espiritualmente pelo sacramento da penitência; eles também devem ter a intenção de receber o sacramento e estar preparados para mostrar em suas vidas que são cristãos.

#### Eucaristia

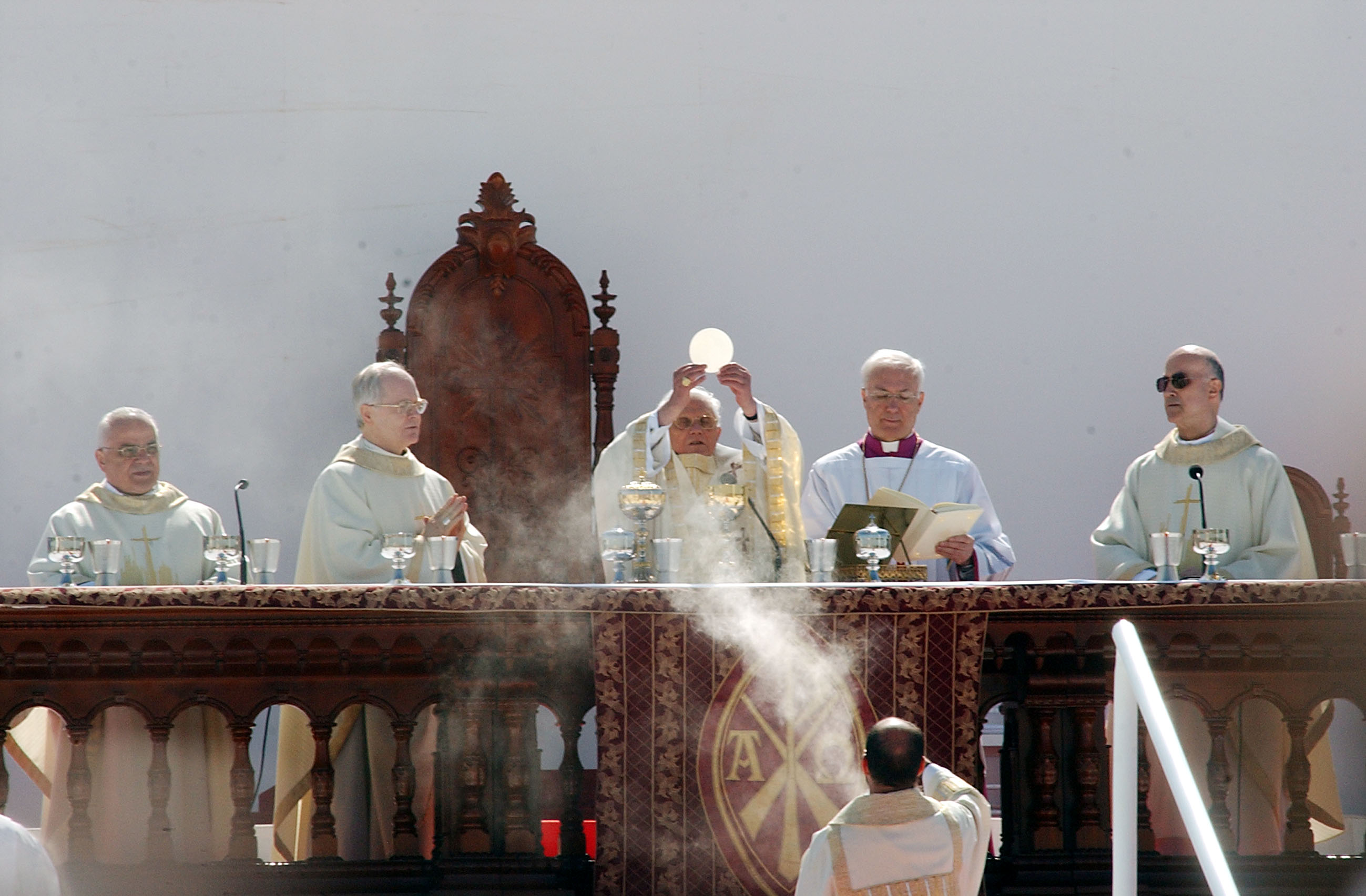
Papa Bento XVI celebra a Eucaristia na canonização de Frei Galvão, em São Paulo, Brasil, em 11 de maio de 2007.

Para os católicos, a eucaristia é o sacramento que completa a iniciação cristã. É descrito como "a fonte e o cume da vida cristã". A cerimônia em que um católico recebe a eucaristia é conhecida como primeira comunhão.
A celebração eucarística, também chamada de missa ou divina liturgia, inclui orações e leituras das escrituras, bem como uma oferta de pão e vinho, que são levados ao altar e consagrados pelo sacerdote para se tornar o corpo e o sangue de Jesus Cristo, uma mudança chamada transubstanciação. As palavras da Instituição refletem as palavras ditas por Jesus durante a Última Ceia, onde Cristo ofereceu seu corpo e sangue aos apóstolos na noite anterior à sua crucificação. O sacramento apresenta (torna presente) o sacrifício de Jesus na cruz e o perpetua.
A morte e ressurreição de Cristo dão graça através do sacramento que une os fiéis a Cristo e uns aos outros, remete o pecado venial e ajuda a cometer um pecado moral (embora o próprio pecado mortal seja perdoado pelo sacramento da penitência).

### Sacramentos de cura
Os dois sacramentos da cura são o Sacramento da Penitência e a Unção dos Enfermos.

#### Penitência
|                                                 |  | |
| Um crente católico ora em uma igreja no México. |  | Pintura do tríptico do Retábulo dos Sete Sacramentos da extrema unção, Rogier van der Weyden, c. 1445. |

O sacramento da penitência (também chamado de reconciliação, perdão, confissão e conversão) existe para a conversão daqueles que, após o batismo, se separam de Cristo pelo pecado. São essenciais para este sacramento atos feitos tanto pelo pecador (exame da consciência, contrição com a determinação de não pecar novamente, confissão a um padre, como a realização de algum ato para reparar os danos causados pelo pecado) quanto sacerdote (determinação do ato de reparação a ser realizado e absolvição). Pecados graves (pecados mortais) devem ser confessados pelo menos uma vez por ano e sempre antes de receber a Santa Comunhão, enquanto a confissão de pecados veniais também é recomendada. O padre está sujeito às mais severas penalidades para manter o "selo da confissão", sigilo absoluto sobre quaisquer pecados revelados a ele em confissão.

#### Unção dos enfermos
Embora o crisma seja usado apenas para os três sacramentos que não podem ser repetidos, uma unção diferente é usada por um padre ou bispo para abençoar um católico que, por causa de doença ou velhice, começou a correr o risco de morrer. Acredita-se que este sacramento, conhecido como unção dos enfermos, dê conforto, paz, coragem e, se a pessoa doente não puder fazer uma confissão, até perdão dos pecados. O sacramento também é conhecido como unção, e no passado como extrema-unção e é um dos três sacramentos que constituem os últimos ritos, junto com penitência e viático (eucaristia).

### Sacramentos a serviço da comunhão
Segundo o catecismo, existem dois sacramentos de comunhão direcionados à salvação de outros: sacerdócio e casamento. Dentro da vocação geral de ser cristão, esses dois sacramentos "consagram uma missão ou vocação específica entre o povo de Deus. Os homens recebem as ordens sagradas de alimentar a Igreja pela palavra e graça. Os cônjuges se casam para que seu amor seja fortalecido para cumprir os deveres de seu estado".

#### Ordens sagradas

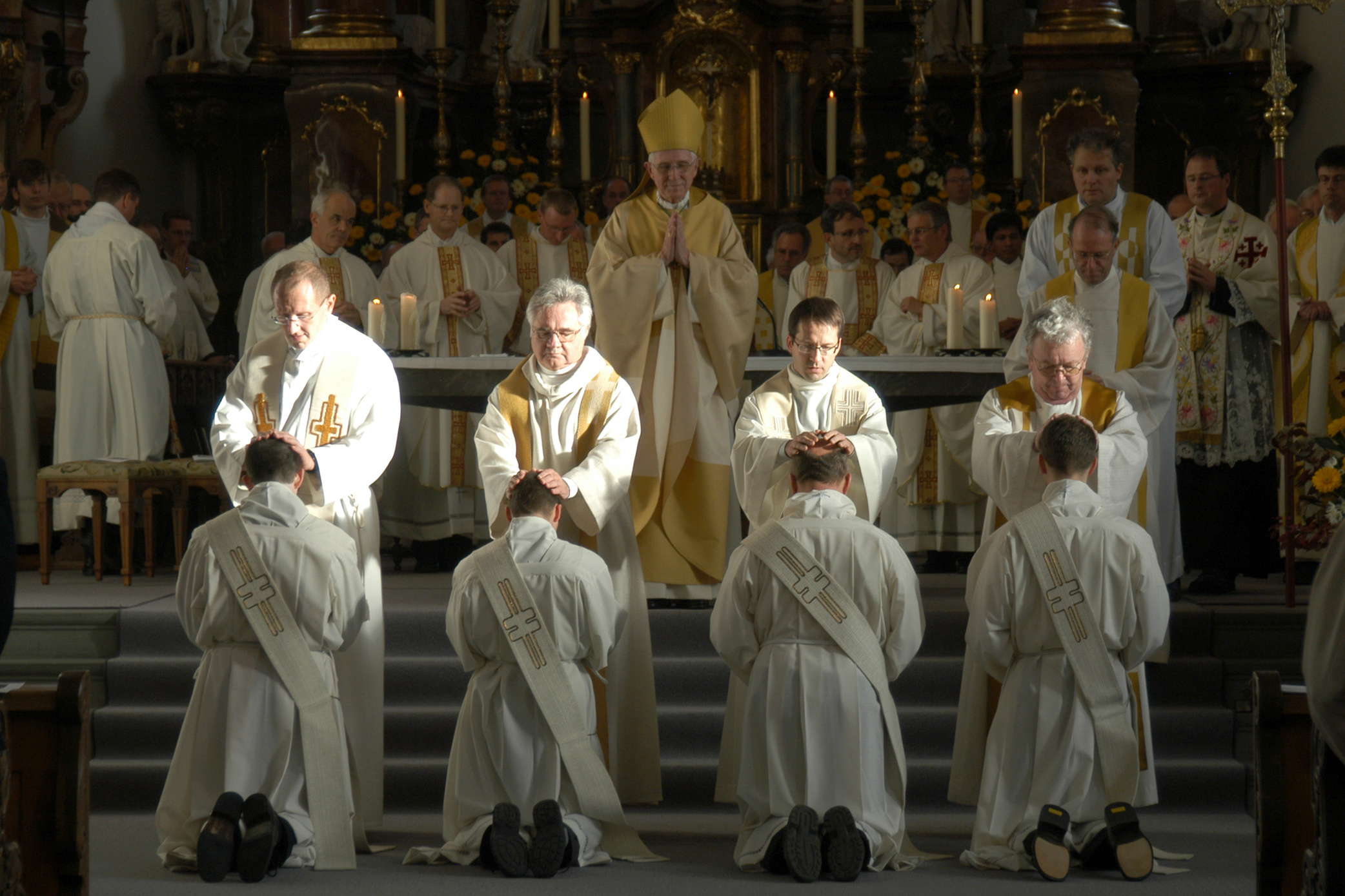
Os sacerdotes colocam as mãos nos ordenados durante o ritual de ordenação.

O sacramento das ordens sagradas consagra e substitui alguns cristãos para servirem todo o corpo como membros de três graus ou ordens: episcopado (bispos), presbiterado (sacerdotes) e diaconado (diáconos). A Igreja definiu regras sobre quem pode ser ordenado ao clero. Na Igreja Latina, o sacerdócio é geralmente restrito aos homens celibatários e o episcopado é sempre restrito aos homens celibatários. Homens que já são casados podem ser ordenados em certas igrejas católicas orientais na maioria dos países e podem se tornar diáconos mesmo na Igreja Ocidental.
Todos os clérigos, sejam diáconos, padres ou bispos, podem pregar, ensinar, batizar, testemunhar casamentos e realizar liturgias fúnebres. Somente bispos e padres podem administrar os sacramentos da eucaristia, reconciliação (penitência) e unção dos enfermos. Somente os bispos podem administrar o sacramento da Santa Ordem, que ordena alguém ao clero.

#### Matrimônio

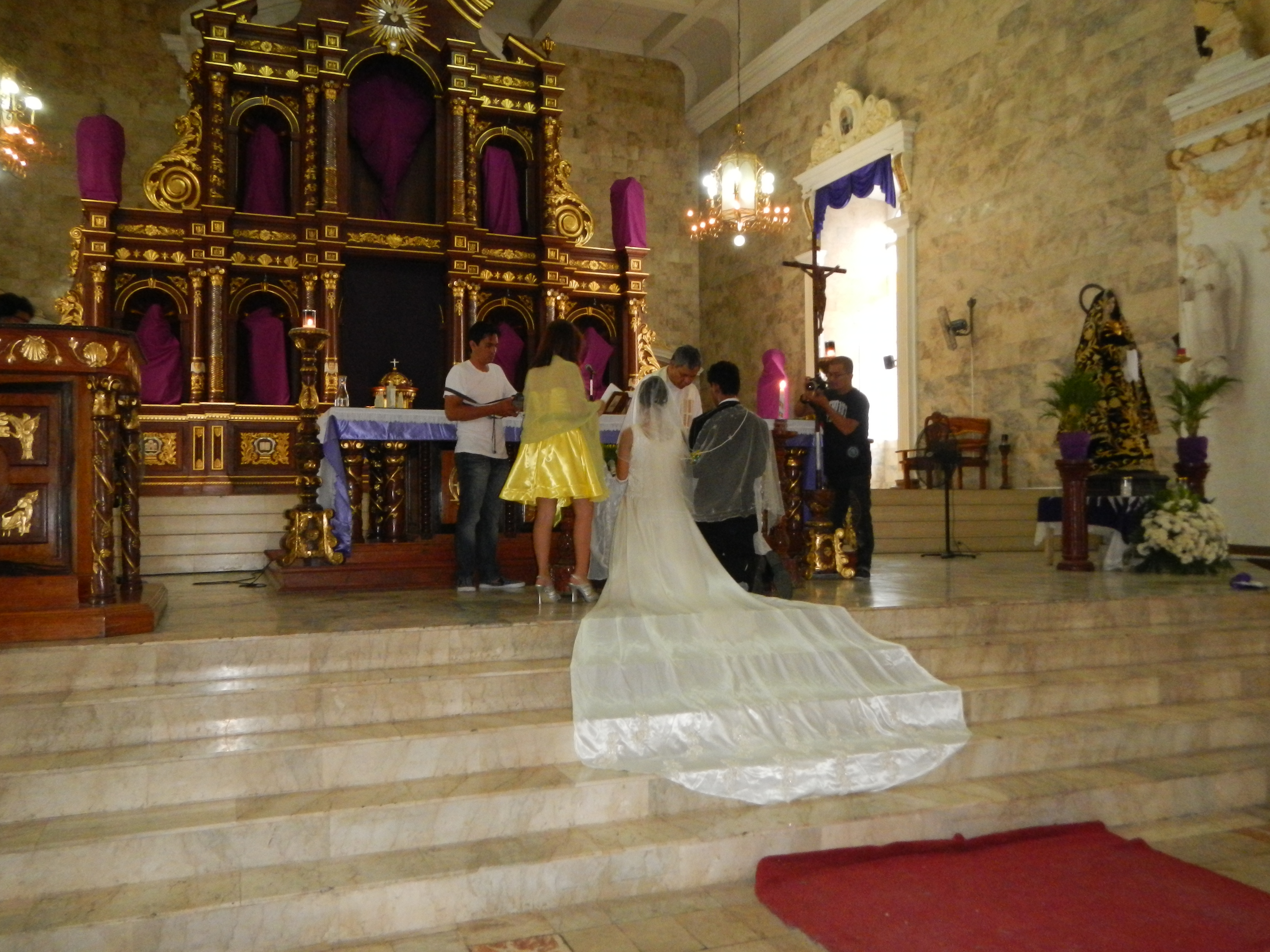
Missa de casamento nas Filipinas.

A Igreja Católica ensina que o casamento é um vínculo social e espiritual entre um homem e uma mulher, ordenado para o bem dos cônjuges e procriação de filhos; de acordo com os ensinamentos católicos sobre moralidade sexual, é o único contexto apropriado para a atividade sexual. Um casamento católico, ou qualquer casamento entre indivíduos batizados de qualquer denominação cristã, é visto como um sacramento. Um casamento sacramental, uma vez consumado, não pode ser dissolvido, exceto pela morte. A igreja reconhece certas condições, como a liberdade de consentimento, conforme exigido para que qualquer casamento seja considerado válido; além disso, a igreja estabelece regras e normas específicas, conhecidas como forma canônica, que os católicos devem seguir.
A Igreja não reconhece o divórcio como o fim válido para um casamento válido e permite o divórcio reconhecido pelo Estado apenas como um meio de proteger a propriedade e o bem-estar dos cônjuges e de quaisquer filhos. No entanto, a consideração de casos particulares pelo tribunal eclesiástico competente pode levar à declaração da invalidade do casamento, uma declaração geralmente referida como anulação. Um novo casamento após o divórcio não é permitido, a menos que o casamento anterior tenha sido declarado inválido.

## Liturgia

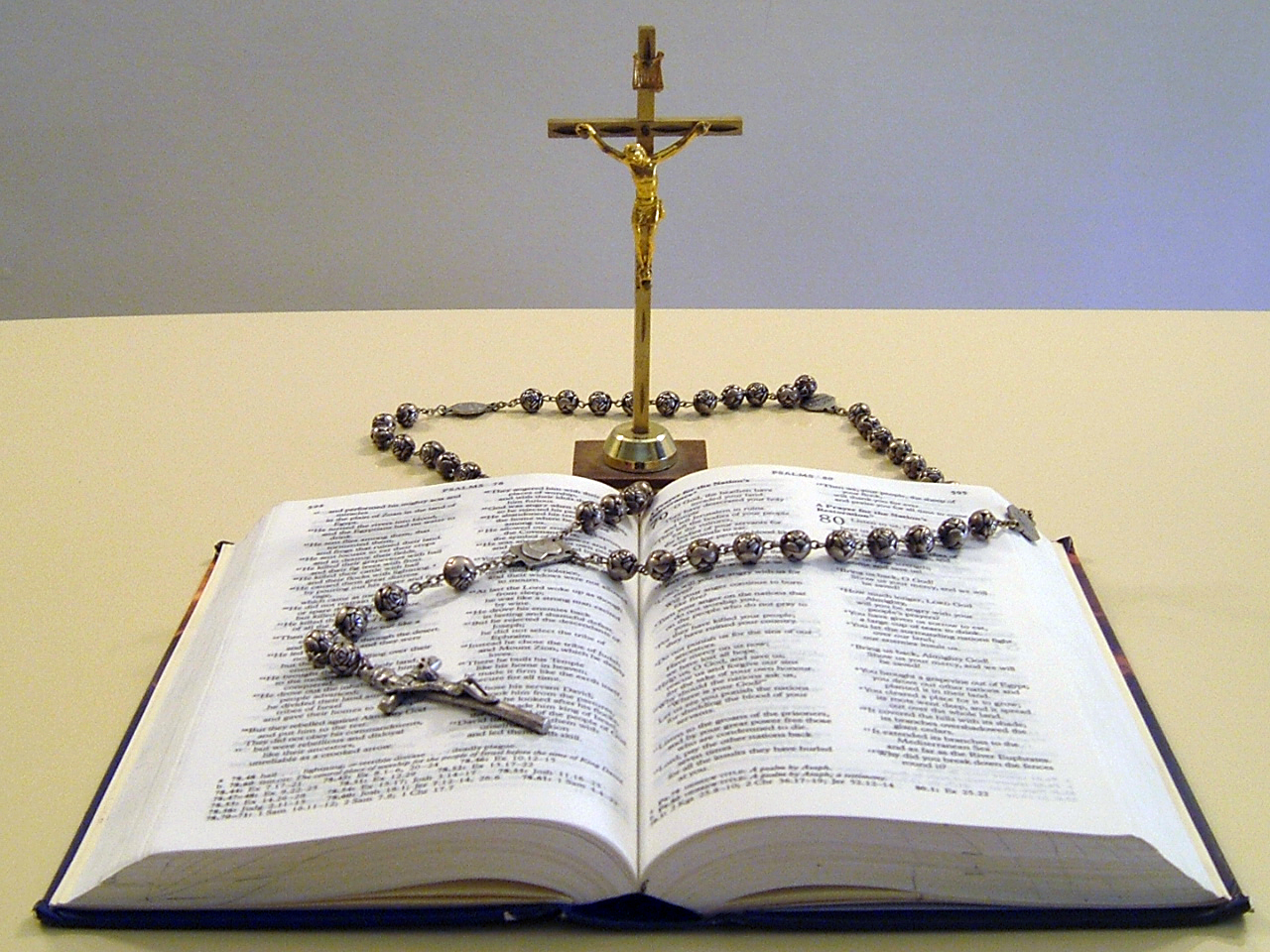
Objetos religiosos católicos — Bíblia Sagrada, crucifixo e rosário.

Entre as 24 igrejas autônomas (sui iuris), existem várias tradições litúrgicas e de outros tipos, chamadas ritos, que refletem a diversidade histórica e cultural e não as diferenças de crença. Na definição do Código de Cânones das Igrejas Orientais, "um rito é o patrimônio litúrgico, teológico, espiritual e disciplinar, a cultura e as circunstâncias da história de um povo distinto, pelo qual sua própria maneira de viver a fé se manifesta em cada Igreja sui iuris".
A liturgia do sacramento da eucaristia, chamada missa no Ocidente e divina liturgia ou outros nomes no Oriente, é a principal liturgia da Igreja Católica.

### Ritos ocidentais
O rito romano é o rito de adoração mais comum usado pela Igreja Católica. Seu uso é encontrado em todo o mundo, originário de Roma, ele se espalhou por toda a Europa, influenciando e depois substituindo os ritos locais.

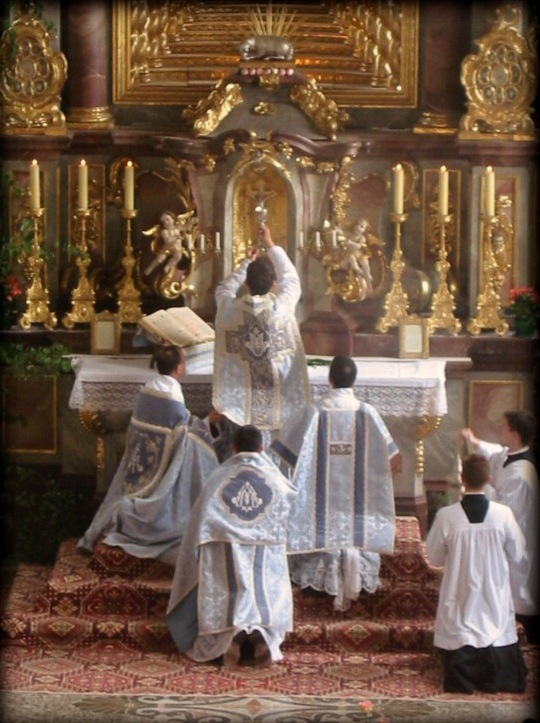
Elevação do cálice diante de um altar após a consagração durante uma missa tridentina solene.

Em 2007, o Papa Bento XVI afirmou a licença de uso continuado do Missal Romano de 1962 como uma "forma extraordinária" (forma extraordinaria) do Rito Romano. Isso foi revogado por seu sucessor o Papa Francisco com o Traditionis custodes de 16 de julho de 2021, declarando que os livros litúrgicos promulgados pelos santos Pontífices Paulo VI e João Paulo II, em conformidade com os decretos do Concílio Vaticano II, constituem a expressão única da lex orandi (lei de como se deve orar) do rito romano.
A edição de 1962 do Missal Romano, publicada alguns meses antes da abertura do Concílio Vaticano II, foi a última que apresentou a missa conforme padronizada em 1570 pelo Papa Pio V depois do Concílio de Trento e, portanto, conhecida como missa tridentina. O Missal Romano do Papa Pio V foi submetido a pequenas revisões pelo Papa Clemente VIII em 1604, pelo Papa Urbano VIII em 1634, pelo Papa Pio X em 1911, pelo Papa Pio XII em 1955 e pelo Papa João XXIII em 1962. Cada edição era a forma da Missa do Rito Romano até ser substituída por uma edição posterior. Quando a edição de 1962 foi substituída pela de Paulo VI, promulgada em 1969, seu uso continuado exigia inicialmente a permissão do papa; mas o Papa Bento XVI em 2007 permitiu seu uso geral em missas celebradas sem uma congregação e autorizou os párocos a permitir, sob certas condições, seu uso mesmo em missas públicas. Desde 16 de julho de 2021 a missa tridentina pode ser celebrada licitamente apenas se autorizada pelo bispo diocesano, seguindo as orientações da Santa Sé. Deve ser celebrada em latim litúrgico exceto pelas leituras das escrituras, que devem ser proclamadas em vernacular.
Desde 2014, o clero dos pequenos ordinariatos pessoais criados para grupos de ex-anglicanos nos termos do documento de 2009 chamado Anglicanorum Coetibus está autorizado a usar uma variação do rito romano chamada "Adoração Divina".
Na arquidiocese de Milão, com cerca de cinco milhões de católicos, a missa é celebrada de acordo com o rito ambrosiano. Outros ritos da Igreja Latina incluem os moçárabes e os de alguns institutos religiosos. Esses ritos litúrgicos têm uma antiguidade de pelo menos 200 anos antes de 1570, a data do Quo primum do Papa Pio V, e assim foram autorizados a continuar.

### Ritos orientais

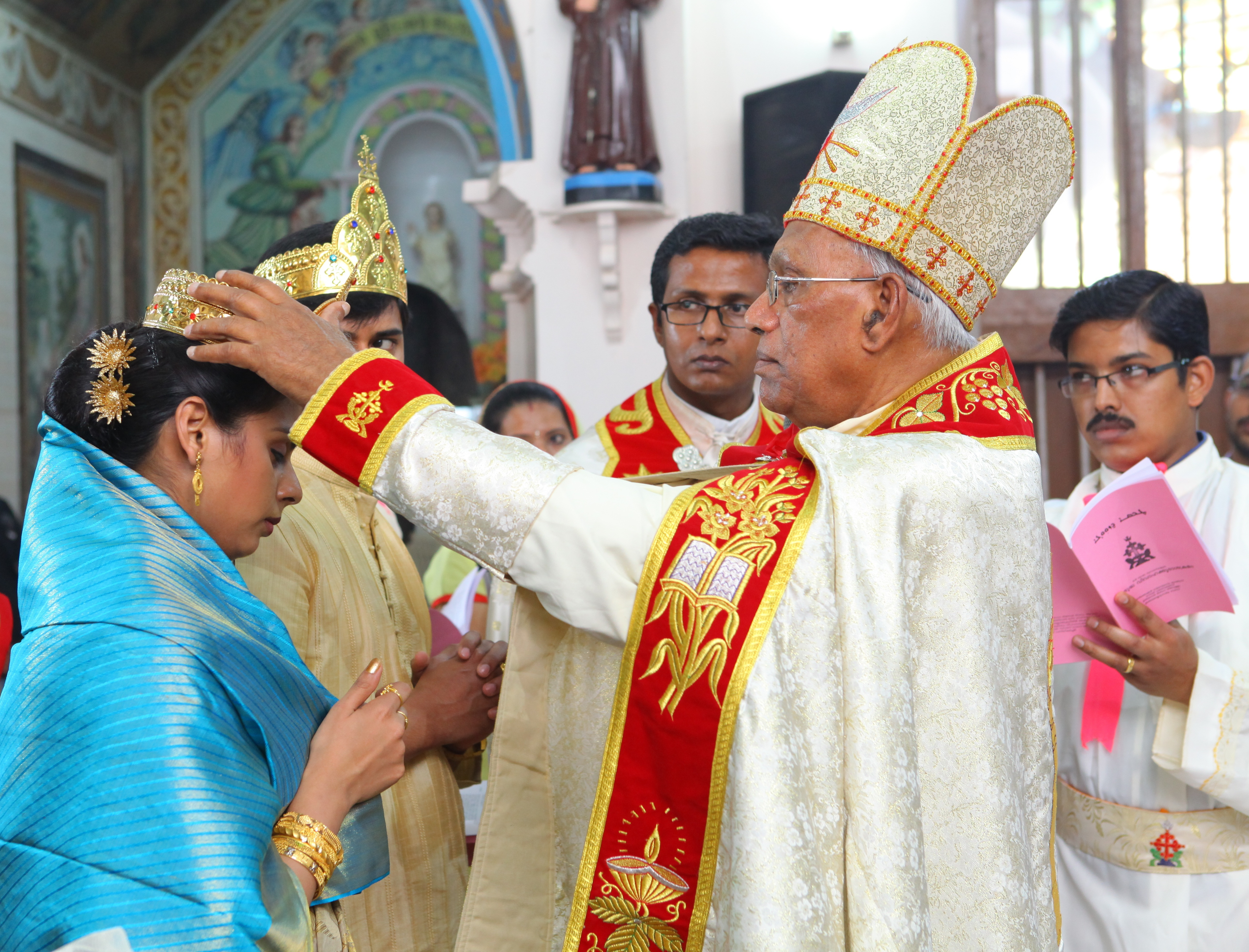
Coroação do casamento do Rito da Síria Oriental celebrado por um bispo da Igreja Católica Siro-Malabar na Índia, uma das 23 Igrejas Católicas Orientais em plena comunhão com o Papa e a Igreja Católica.

As igrejas católicas orientais compartilham patrimônio comum e ritos litúrgicos como contrapartes, incluindo as ortodoxas orientais e outras igrejas cristãs orientais que não estão mais em comunhão com a Santa Sé. Isto inclui igrejas que se desenvolveram historicamente na Rússia, Cáucaso, Bálcãs, Nordeste da África, Índia e Oriente Médio. As igrejas católicas orientais são grupos de fiéis que nunca saíram da comunhão com a Santa Sé ou que a restabeleceram à custa do rompimento da comunhão com seus associados da mesma tradição.
Os ritos usados pelas igrejas católicas orientais incluem o rito bizantino, em suas variedades antioquina, grega e eslava; o rito alexandrino; o rito siríaco; o rito armênio; o rito maronita e o rito caldeu. As igrejas católicas orientais têm autonomia para definir os detalhes de suas formas litúrgicas e de culto, dentro de certos limites para proteger a "observância precisa" de sua tradição litúrgica.
No passado, alguns dos ritos usados pelas igrejas católicas orientais estavam sujeitos a um grau de latização litúrgica. No entanto, nos últimos anos, as igrejas católicas orientais voltaram às práticas orientais tradicionais de acordo com o decreto do Concílio Vaticano II, Orientalium Ecclesiarum. Cada igreja tem seu próprio calendário litúrgico.

## Questões sociais e culturais

### Ensino social católico

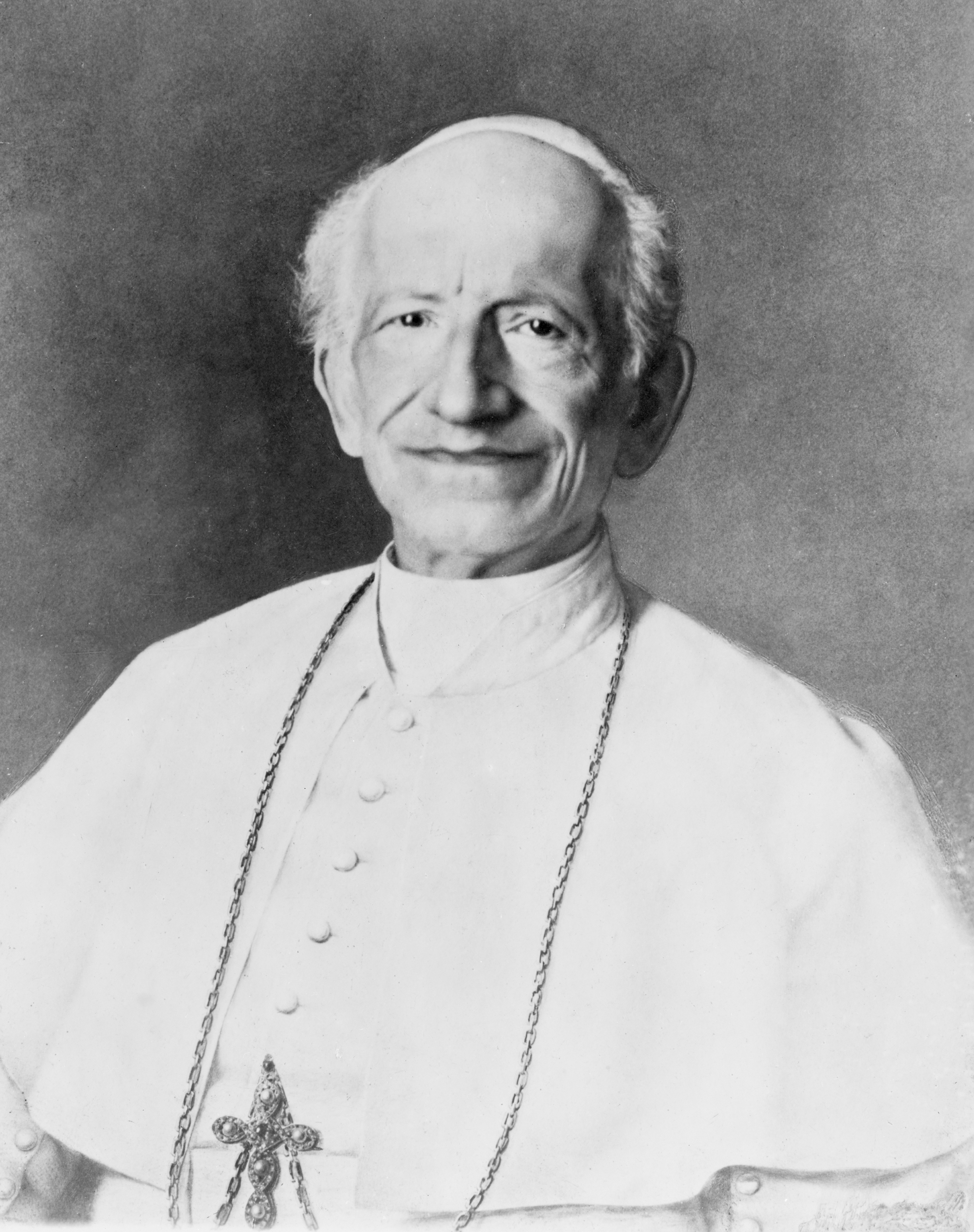
Leão XIII, que, a 15 de maio de 1891, publicou a primeira Encíclica do que viria depois a ser chamado "Doutrina Social da Igreja": a Rerum Novarum.

O ensino social católico, refletindo a preocupação que Jesus demonstrou pelos pobres, enfatiza fortemente as obras corporais de misericórdia e as obras espirituais de misericórdia, ou seja, o apoio e a preocupação pelos doentes, pobres e aflitos. O ensino da Igreja pede uma opção preferencial para os pobres, enquanto o cânon prescreve que "os fiéis cristãos também são obrigados a promover a justiça social e, atentos ao preceito do Senhor, a ajudar os pobres".
O ensino católico sobre sexualidade exige uma prática de castidade, com foco em manter a integridade espiritual e corporal da pessoa humana. O casamento é considerado o único contexto apropriado para a atividade sexual. A igreja também aborda o ambiente natural e sua relação com outros ensinamentos sociais e teológicos. No documento Laudato si', de 24 de maio de 2015, o Papa Francisco critica o consumismo e o desenvolvimento irresponsável e lamenta a degradação ambiental e o aquecimento global. O papa expressou preocupação de que o aquecimento do planeta seja um sintoma de um problema maior: a indiferença do mundo desenvolvido à destruição do planeta, à medida que os humanos buscam ganhos econômicos de curto prazo.

### Serviços sociais

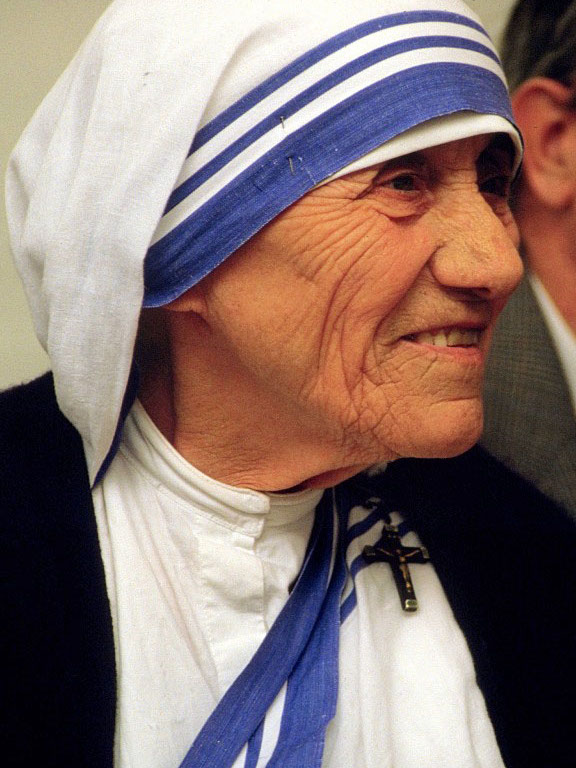
Santa Teresa de Calcutá defendia os doentes e os pobres, praticando obras de misericórdia.

A Igreja Católica é a maior provedora não governamental de educação e serviços médicos do mundo. Em 2010, o Pontifício Conselho da Igreja Católica para Assistência Pastoral aos Trabalhadores da Saúde disse que a Igreja administra 26% dos estabelecimentos de saúde no mundo, incluindo hospitais, clínicas, orfanatos, farmácias e centros para pessoas com hanseníase.
A Igreja Católica sempre esteve envolvida na educação, desde a fundação das primeiras universidades da Europa. Dirige e patrocina milhares de escolas primárias e secundárias, faculdades e universidades em todo o mundo e opera o maior sistema escolar não governamental do planeta.
As congregações religiosas femininas têm desempenhado um papel particularmente proeminente na prestação de serviços de saúde e educação, nomeadamente as Filhas de São Camilo, as Irmãs de Nossa Senhora da Caridade do Bom Pastor, as Irmãs da Misericórdia, as Irmãzinhas dos Pobres, as Missionárias da Caridade, as Irmãs do Santíssimo Sacramento e as Filhas da Caridade de São Vicente de Paulo.
A freira católica Madre Teresa de Calcutá, na Índia, fundadora das Missionárias da Caridade, recebeu o Prêmio Nobel da Paz em 1979 por seu trabalho humanitário entre os pobres indianos. O Bispo Carlos Filipe Ximenes Belo ganhou o mesmo prêmio em 1996 por "trabalhar em prol de uma solução justa e pacífica para o conflito em Timor-Leste".
A Igreja também está ativamente engajada em ajuda e desenvolvimento internacional por meio de organizações como Caritas e Ajuda à Igreja Que Sofre, grupos de defesa de refugiados como o Serviço Jesuíta para Refugiados e grupos de ajuda comunitária como a Sociedade São Vicente de Paulo.

### Moralidade sexual

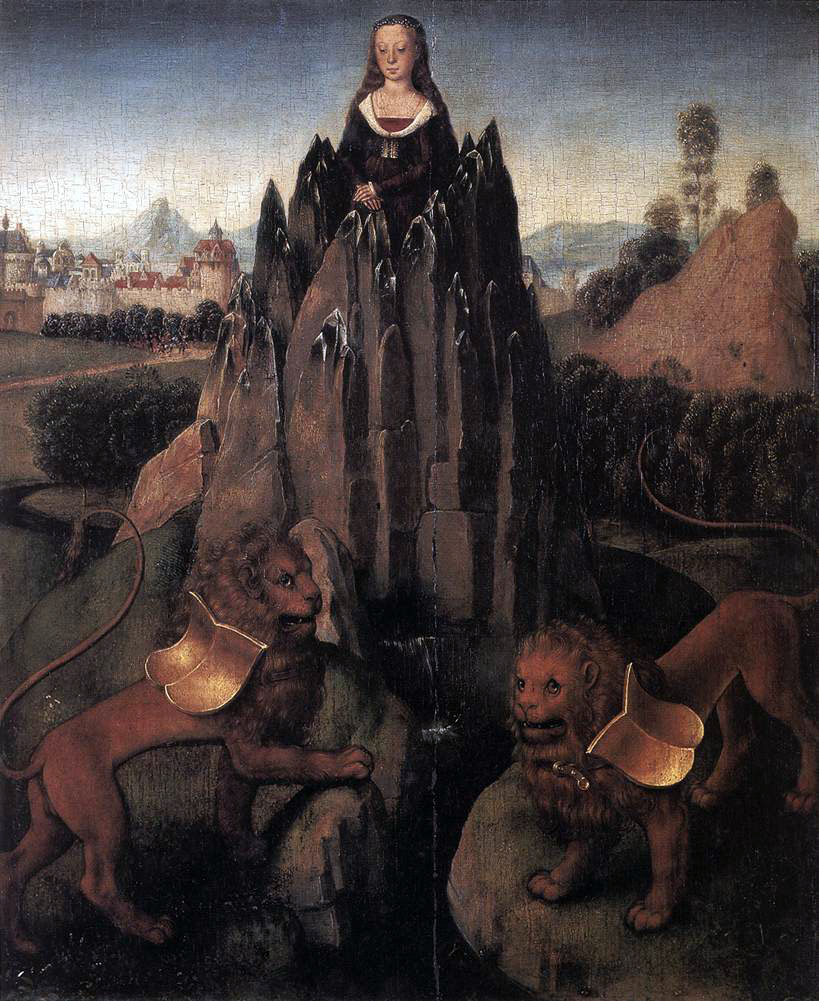
Alegoria da castidade por Hans Memling.

A Igreja Católica chama todos os membros a praticar a castidade de acordo com seu estado de vida. A castidade inclui temperança, autodomínio, crescimento pessoal e cultural e graça divina. Requer abster-se de luxúria, masturbação, fornicação, pornografia, prostituição e, principalmente, estupro. A castidade para quem não é casado exige viver em abstinência, abster-se de atividade sexual; aqueles que são casados são chamados à castidade conjugal.
Nos ensinamentos da igreja, a atividade sexual é reservada a casais, seja em um casamento sacramental entre cristãos ou em um casamento natural em que um ou ambos os cônjuges não são batizados. Mesmo em relacionamentos românticos, particularmente no noivado, os parceiros são chamados a praticar a abstinência, a fim de testar o respeito e a fidelidade mútuos. A castidade no casamento exige em particular a fidelidade conjugal e a proteção da fecundidade do casamento. O casal deve promover a confiança e a honestidade, bem como a intimidade espiritual e física. A atividade sexual deve sempre estar aberta à possibilidade de vida; a Igreja chama isso de significado procriador. Isto deve, da mesma forma, sempre unir um casal apaixonado; a Igreja chama isto de significado unitivo.
A contracepção e certas outras práticas sexuais não são permitidas, embora os métodos naturais de planejamento familiar sejam permitidos para proporcionar um espaçamento saudável entre os nascimentos ou para adiar as crianças por um motivo justo. O Papa Francisco disse em 2015 que está preocupado com o fato de a igreja ter ficado "obcecada" por questões como aborto, casamento entre pessoas do mesmo sexo e contracepção e criticou a Igreja Católica por colocar o dogma antes do amor e por priorizar as doutrinas morais em vez de ajudar os pobres e marginalizados.

#### Divórcio e declarações de nulidade

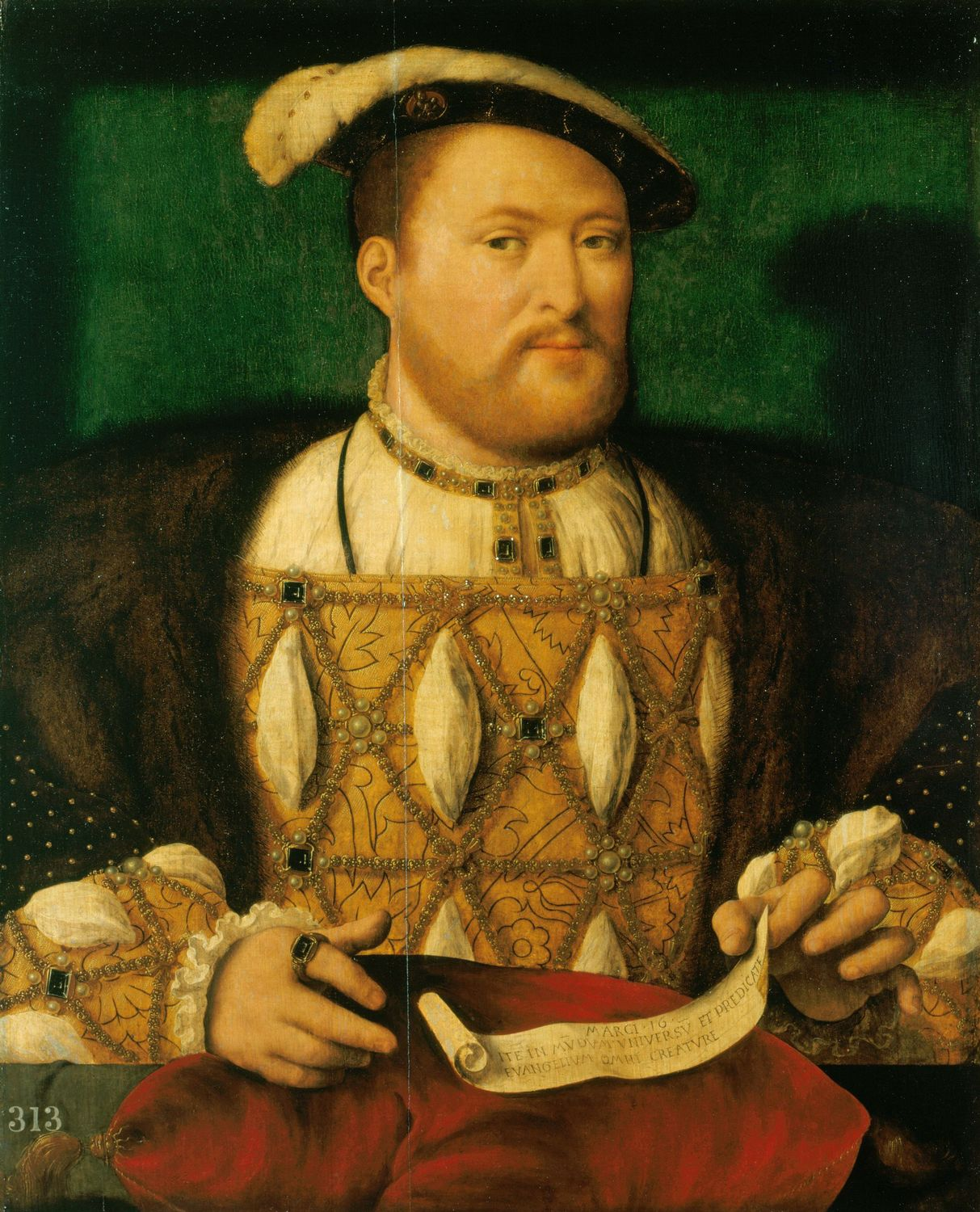
Henrique VIII da Inglaterra rompeu com a Igreja Católica para conseguir a anulação de seu casamento.

A lei canônica não prevê divórcio entre indivíduos batizados, pois um casamento sacramental válido e consumado é considerado um vínculo vitalício. No entanto, uma declaração de nulidade pode ser concedida quando é produzida a prova de que as condições essenciais para a contratação de um casamento válido estavam ausentes desde o início — em outras palavras, que o casamento não era válido devido a algum impedimento. Uma declaração de nulidade, comumente chamada de anulação, é um julgamento por parte de um tribunal eclesiástico que determina que um casamento foi tentado de forma inválida. Além disso, casamentos entre indivíduos não batizados podem ser dissolvidos com permissão papal em certas situações, como o desejo de se casar com um católico, sob o privilégio paulino ou petrino.
Em todo o mundo, os tribunais diocesanos concluíram mais de 49 mil casos por nulidade de casamento em 2006. Nos últimos 30 anos, cerca de 55 a 70% das anulações ocorreram nos Estados Unidos. O crescimento das anulações foi substancial; nos Estados Unidos, 27 mil casamentos foram anulados até 2006, em comparação com 338 em 1968. No entanto, aproximadamente 200 mil católicos casados nos Estados Unidos se divorciam a cada ano; 10 milhões no total em 2006. O divórcio está aumentando em alguns países predominantemente católicos da Europa.

#### Contracepção

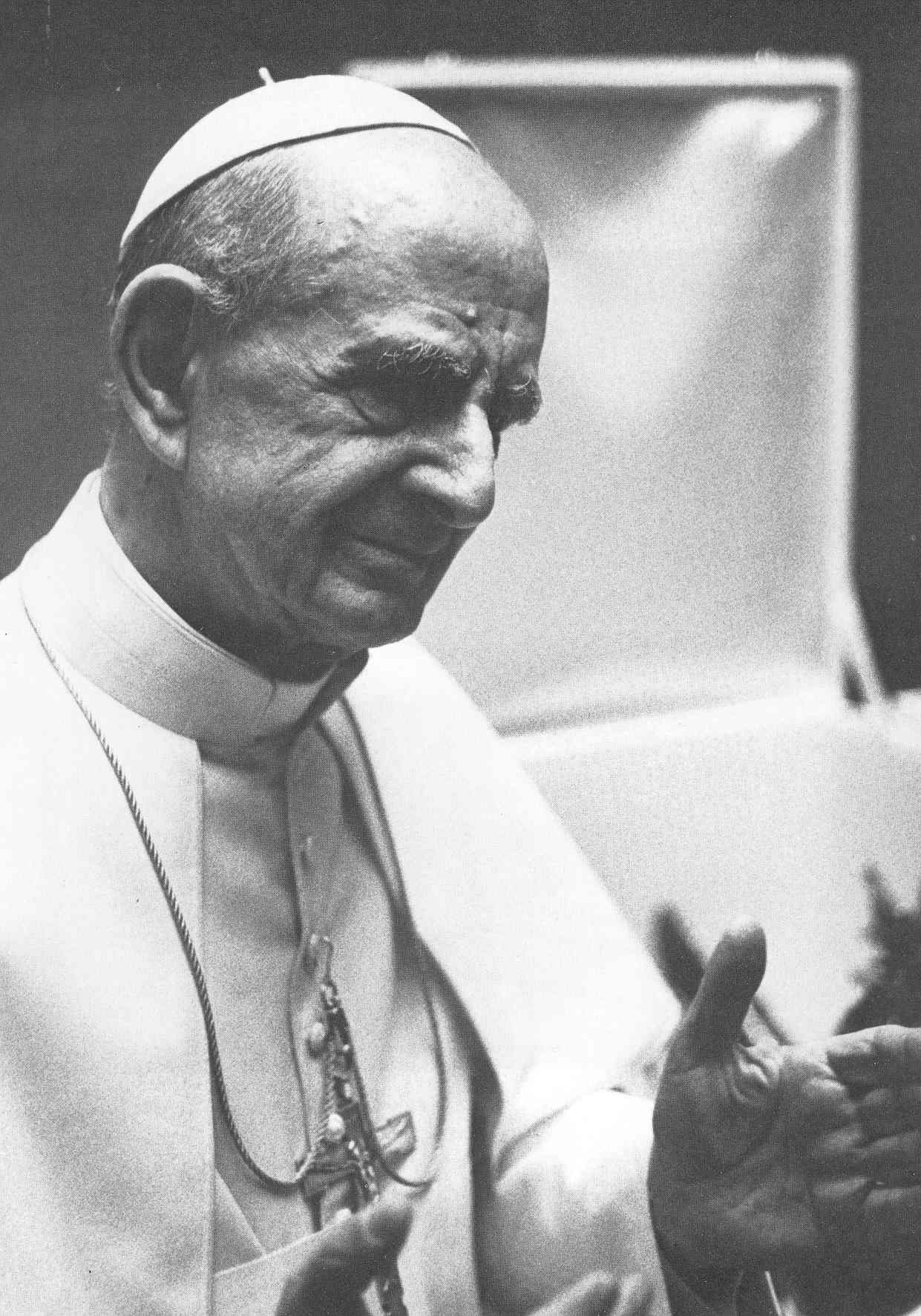
O Papa Paulo VI emitiu o Humanae vitae em 25 de julho de 1968.

A Igreja ensina que a relação sexual só deve ocorrer entre um homem e uma mulher que são casados, e deve ser sem o uso de controle de natalidade ou contracepção. Em sua encíclica Humanae vitae (1968), o Papa Paulo VI rejeitou firmemente toda contracepção, contradizendo os dissidentes da Igreja que viam a pílula anticoncepcional como um método de contracepção eticamente justificável, embora permitisse a regulação dos nascimentos por meio de planejamento familiar natural. Esse ensino foi continuado especialmente por João Paulo II em sua encíclica Evangelium Vitae, onde ele esclareceu a posição da Igreja sobre contracepção, aborto e eutanásia, condenando-os como parte de uma "cultura da morte" e apelando para uma "cultura da vida".
Muitos católicos ocidentais expressaram desacordo significativo com os ensinamentos da Igreja sobre contracepção. O Catholics for Choice, um grupo de lobistas políticos que não está associado à Igreja Católica, declarou em 1998 que 96% das mulheres católicas dos Estados Unidos usaram contraceptivos em algum momento de suas vidas e que 72% dos católicos acreditavam que alguém poderia ser um bom católico sem obedecer aos ensinamentos da Igreja sobre controle de natalidade. O uso de métodos naturais de planejamento familiar entre católicos dos Estados Unidos é supostamente baixo, embora esse dado não possa ser medido com clareza. Como os prestadores de serviços de saúde católicos estão entre os maiores cuidadores de pacientes com HIV/AIDS em todo o mundo, há controvérsia significativa dentro e fora da Igreja a respeito do uso de preservativos como um meio de limitar novas infecções, já que o uso de preservativos normalmente constitui uso contraceptivo proibido.
Da mesma forma, a Igreja Católica se opõe à fertilização in vitro (FIV), dizendo que o processo artificial substitui o amor entre marido e mulher. Além disso, opõe-se à fertilização in vitro porque pode causar o descarte de embriões; os católicos acreditam que um embrião é um indivíduo com uma alma que deve ser tratado como tal. Por esse motivo, a Igreja também se opõe ao aborto.

#### Homossexualidade

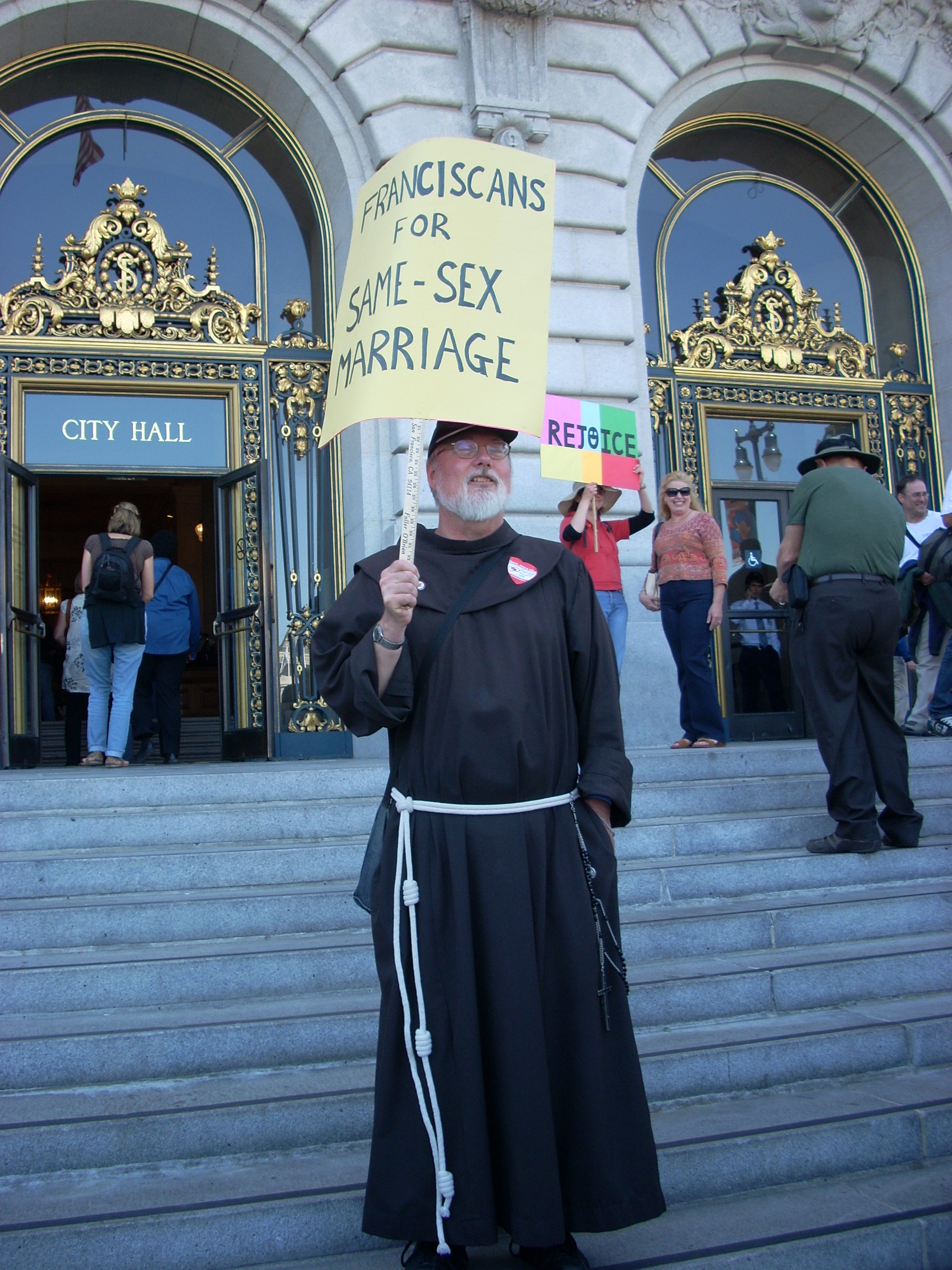
O franciscano Richard Jonathan Cardarelli segurando uma placa em apoio ao casamento entre pessoas do mesmo sexo em São Francisco, Estados Unidos.

A Igreja Católica também ensina que "atos homossexuais" são "contrários à lei natural", "atos de grave depravação" e "sob nenhuma circunstância eles podem ser aprovados", mas que pessoas que experimentam tendências homossexuais devem receber respeito e dignidade. De acordo com o Catecismo da Igreja Católica:
O número de homens e mulheres com tendências homossexuais arraigadas não é desprezível. Essa inclinação, objetivamente desordenada, constitui para muitos deles uma provação. Eles devem ser aceitos com respeito, compaixão e sensibilidade. Todo sinal de discriminação injusta em relação a eles deve ser evitado. […]

Os homossexuais são chamados à castidade. Pelas virtudes do autodomínio que lhes ensinam a liberdade interior, às vezes com o apoio da amizade desinteressada, da oração e da graça sacramental, eles podem e devem se aproximar gradual e resolutamente da perfeição cristã.
Esta parte do Catecismo foi citada pelo Papa Francisco em uma entrevista à imprensa de 2013, na qual ele comentou, quando perguntado sobre um indivíduo:

Se uma pessoa é gay e busca ao Senhor e tem boa vontade, bem, quem sou eu para julgá-la?
Essa observação e outras feitas na mesma entrevista foram vistas como uma mudança no tom, mas não na substância do ensino da igreja, que inclui oposição ao casamento entre pessoas do mesmo sexo. Certos grupos católicos dissidentes se opõem à posição da Igreja Católica e procuram mudá-la.

### Ordens sagradas e mulheres

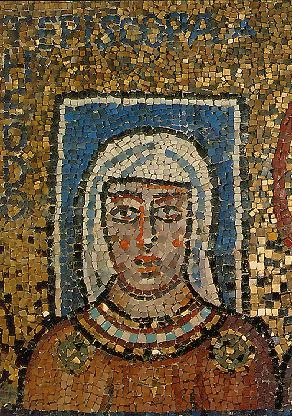
Há uma sugestão controversa de que a mãe do, a Epíscopa Teodora, foi uma bispa católica.

Mulheres e homens religiosos se envolvem em uma variedade de ocupações, da oração contemplativa, ao ensino, à prestação de cuidados de saúde e ao trabalho como missionários.
Embora as ordens sagradas sejam reservadas aos homens, as mulheres católicas têm desempenhado diversos papéis na vida da Igreja, com institutos religiosos fornecendo um espaço formal para sua participação e conventos fornecendo espaços para seu autogoverno, oração e influência ao longo de muitos séculos. As freiras têm se envolvido extensivamente no desenvolvimento e funcionamento das redes mundiais de serviços de educação e saúde da Igreja.
Os esforços de apoio à ordenação de mulheres ao sacerdócio levaram a várias decisões da Cúria Romana ou dos papas contra a proposta, como na Declaração sobre a Questão de Admissão de Mulheres ao Sacerdócio Ministerial (1976), Mulieris Dignitatem (1988) e Ordinatio sacerdotalis (1994). De acordo com a última decisão, encontrada em Ordinatio sacerdotalis, o Papa João Paulo II afirmou que a Igreja Católica "não se considera autorizada a admitir mulheres na ordenação sacerdotal".
Em oposição a essas decisões, grupos contrários realizaram cerimônias que afirmam serem ordenações sacramentais (com, supostamente, um bispo católico ordenador nos primeiros casos), o que, de acordo com a lei canônica, são ilícitas e inválidas e consideradas meras simulações do sacramento da ordenação.
A Congregação para a Doutrina da Fé respondeu emitindo uma declaração esclarecendo que quaisquer bispos católicos envolvidos em cerimônias de ordenação para mulheres, bem como as próprias mulheres, se fossem católicas, receberiam automaticamente a pena de excomunhão (latae sententiae, literalmente "com a sentença já aplicada", ou seja, automaticamente), citando o cânone 1378 da lei canônica e outras leis da igreja.

### Casos de abuso sexual

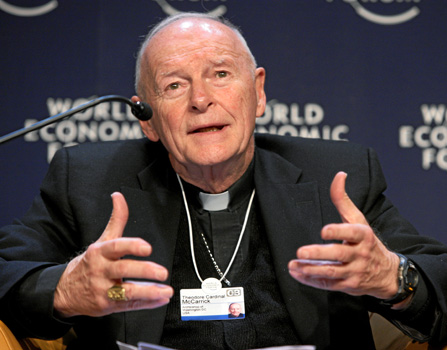
Theodore Edgar McCarrick, o primeiro cardeal a ser exonerado por má conduta sexual.

Desde a década de 1990, a questão do abuso sexual de menores por clérigos católicos e outros membros da igreja tornou-se objeto de litígio civil, processo criminal, cobertura da mídia e debate público em países ao redor do mundo. A Igreja Católica foi criticada pela maneira como lidou com queixas de abuso quando se soube que muitos bispos haviam protegido padres acusados, transferindo-os para outras tarefas noutros locais, onde continuaram a cometer crimes sexuais. Em resposta ao escândalo, foram estabelecidos procedimentos formais para ajudar a prevenir abusos, incentivar a denúncia de qualquer abuso que ocorra e lidar com tais denúncias prontamente, embora os grupos representativos das vítimas tenham contestado sua eficácia. Em 2014, o Papa Francisco instituiu a Comissão Pontifícia para a Proteção de Menores para a salvaguarda de menores.